# Specie di Poa
Elenco delle specie di Poa: 

## A
- Poa abbreviata R.Br., 1823
- Poa acicularifolia Buchanan, 1890
- Poa acinaciphylla É.Desv., 1853
- Poa acroleuca Steud., 1854
- Poa adusta J.Presl, 1830
- Poa aequalis (Swallen & Tovar) Refulio, 2012
- Poa aequatoriensis Hack., 1902
- Poa aequigluma Tovar, 1965
- Poa affinis R.Br., 1810
- Poa afghanica Bor, 1954
- Poa aitchisonii Boiss., 1884
- Poa ajanensis Prob., 2006
- Poa akmanii Soreng, P.Hein & H.Scholz, 1997
- Poa alberti Regel, 1880
- Poa albescens Hitchc., 1913
- Poa almasovii Golub, 1936
- Poa alopecurus (Gaudich. ex Mirb.) Kunth, 1829
- Poa alpigena Lindm., 1918
- Poa alpina L., 1753
- Poa alsodes A.Gray, 1856
- Poa alta Hitchc., 1930
- Poa amplexicaulis C.M.Weiller & Stajsic, 2006
- Poa amplivaginata (Tovar) Refulio, 2012
- Poa anae Tovar, 1985
- Poa anceps G.Forst., 1786
- Poa androgyna Hack., 1908
- Poa angustifolia L., 1753
- Poa ankaratrensis A.Camus & H.Perrier, 1992
- Poa annua L., 1753
- Poa antipoda Petrie, 1909
- Poa apiculata Refulio, 2012
- Poa arachnifera Torr., 1853
- Poa araratica Trautv., 1873
- Poa arctica R.Br., 1823
- Poa arechavaletae Parodi, 1936
- Poa arida Vasey, 1893
- Poa arnowiae Soreng, 1998
- Poa arzhanensis Nosov
- Poa asirensis Cope, 2006
- Poa asperifolia Bor, 1952
- Poa astonii Petrie, 1906
- Poa atropidiformis Hack., 1900
- Poa atropurpurea Scribn., 1898
- Poa attalica (H.Scholz) Soreng, Cabi & L.J.Gillespie
- Poa attenuata Trin., 1835
- Poa aucklandica Petrie, 1909
- Poa auriculata Soreng & P.M.Peterson
- Poa aurigae Veldkamp, 1994
- Poa × austrohercynica Wein, 1909
- Poa austrokurilensis Prob. & Barkalov, 2015
- Poa austrouralensis Tzvelev, 2009
- Poa autumnalis Muhl. ex Elliott, 1816
- Poa ayacuchensis Tovar, 1974
- Poa ayseniensis Hack., 1911

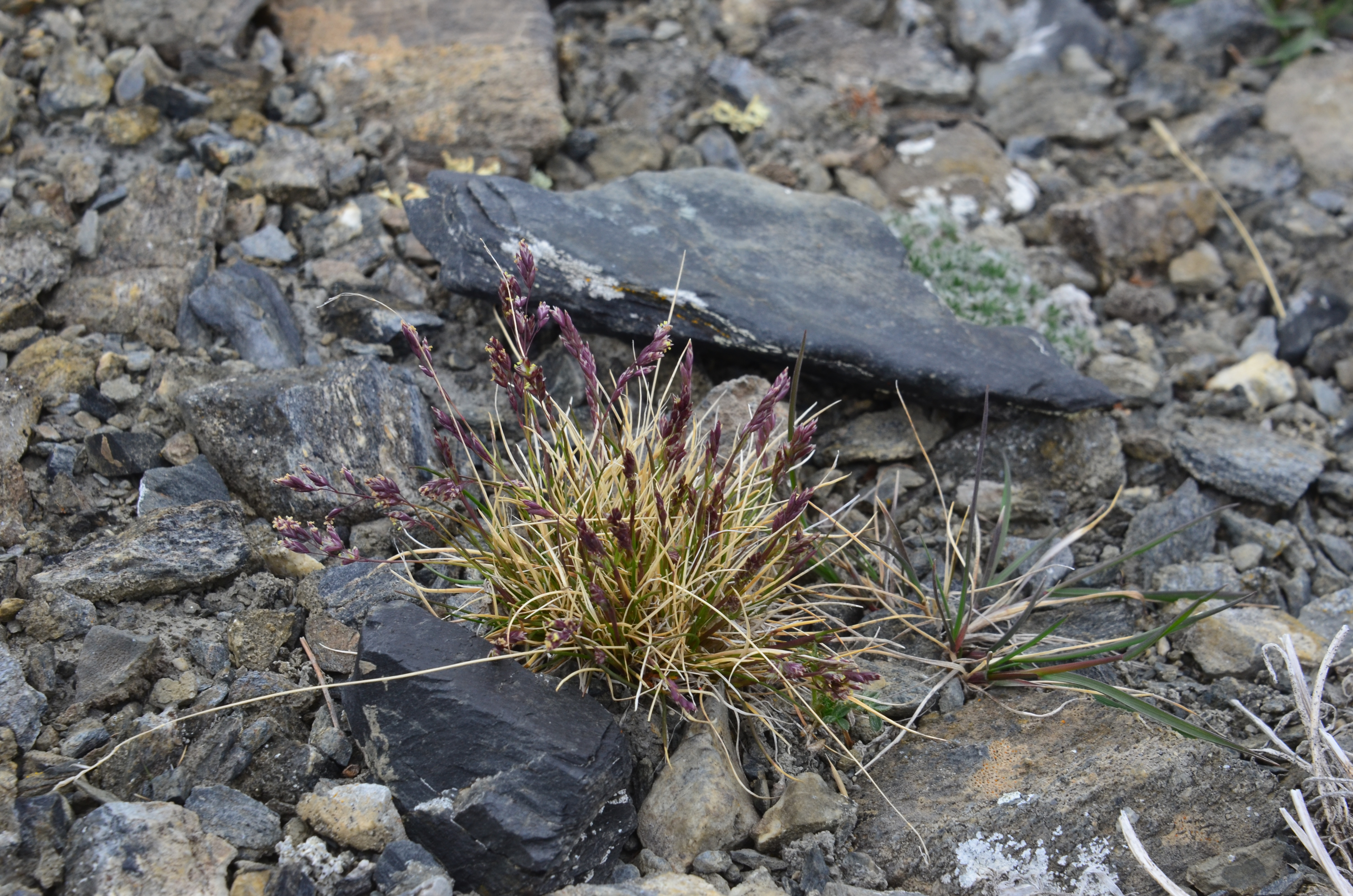
Poa abbreviata
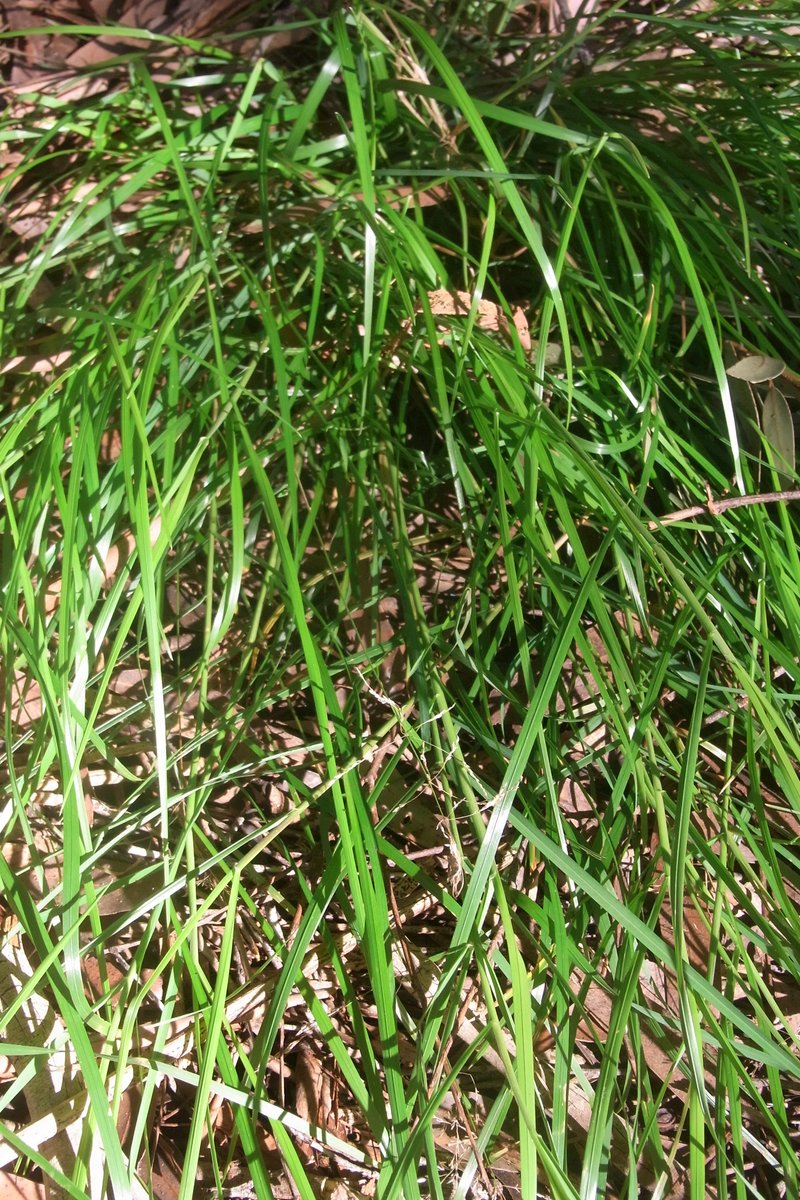
Poa affinis
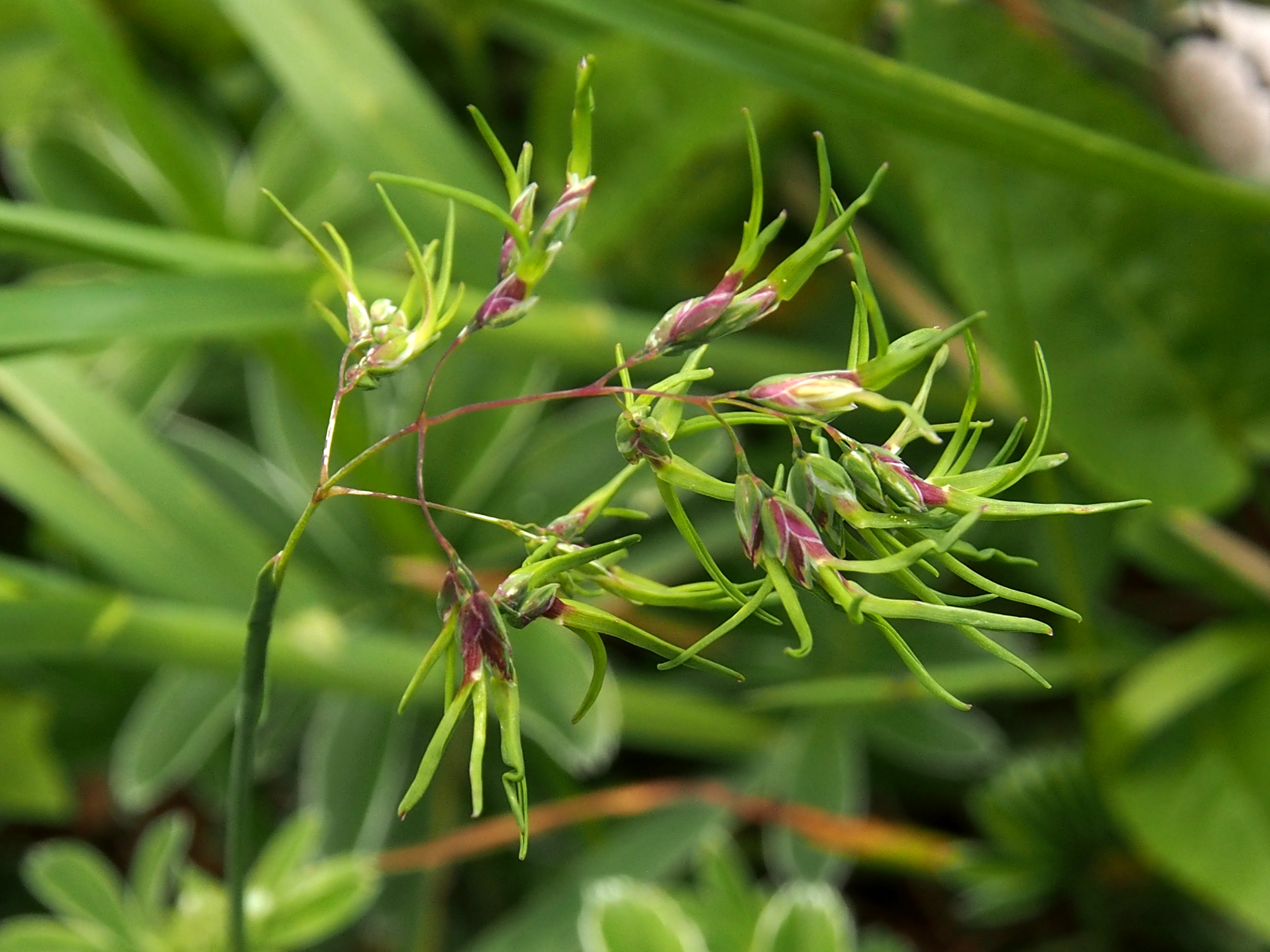
Poa alpina
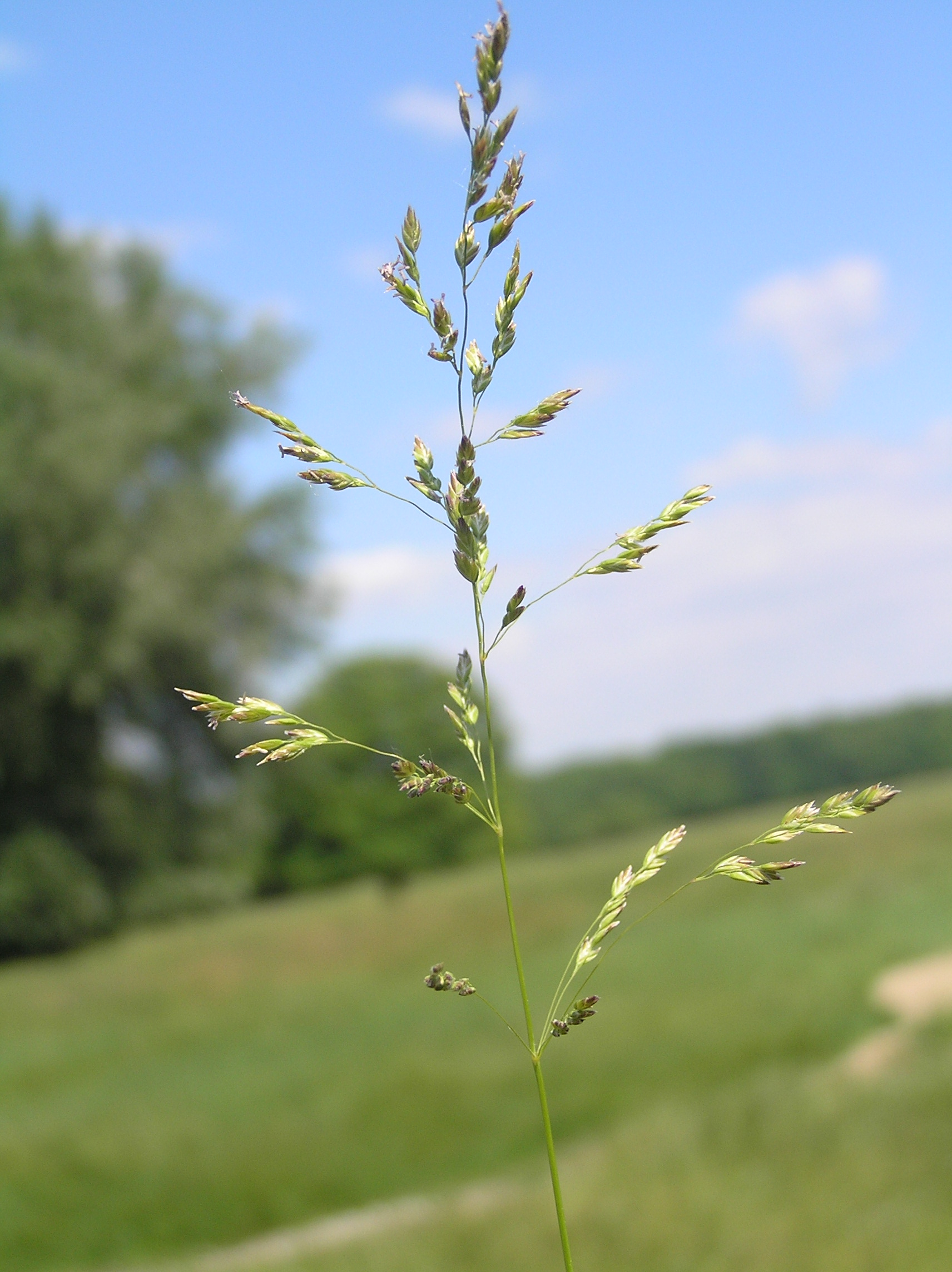
Poa angustifolia
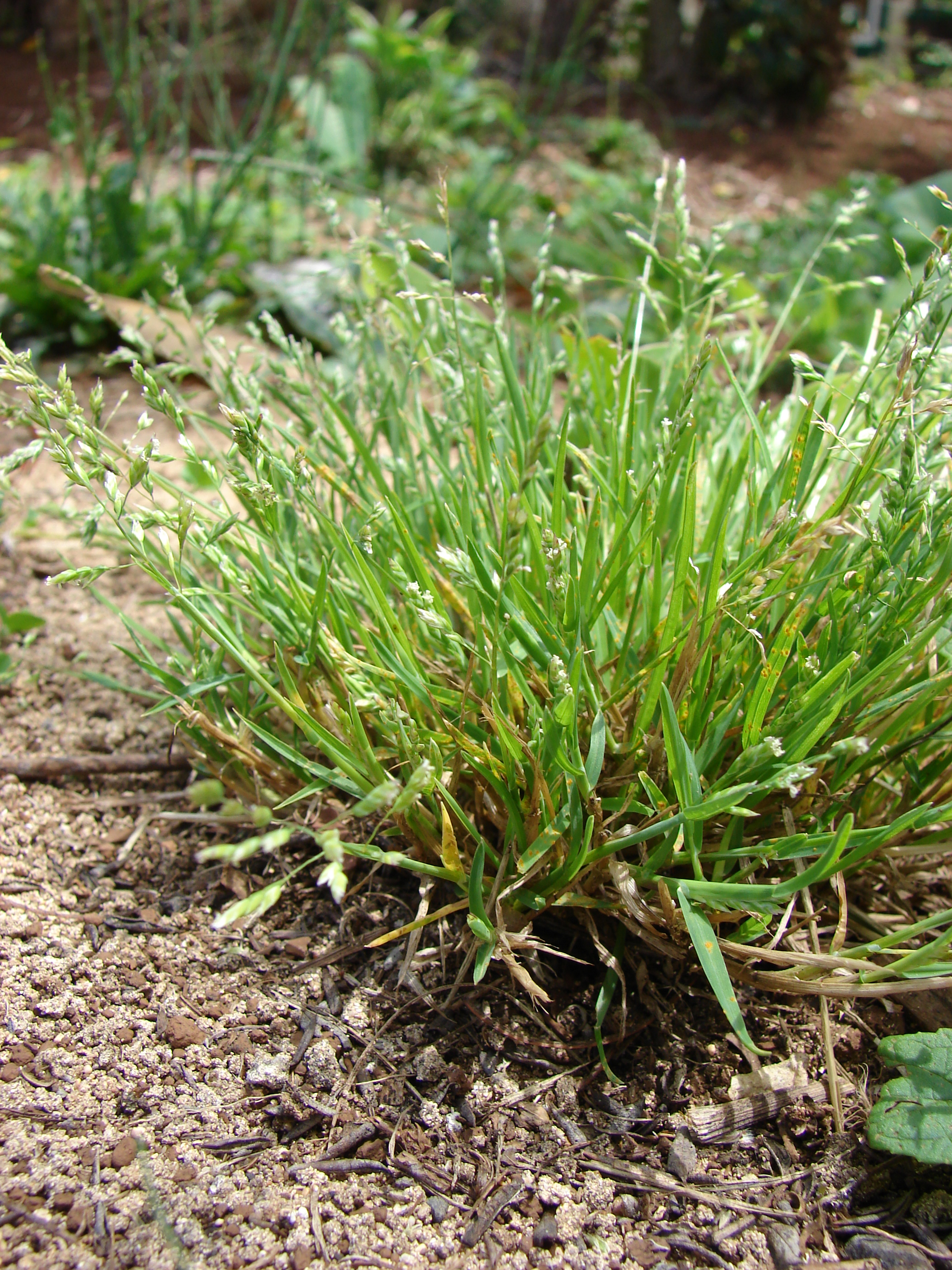
Poa annua
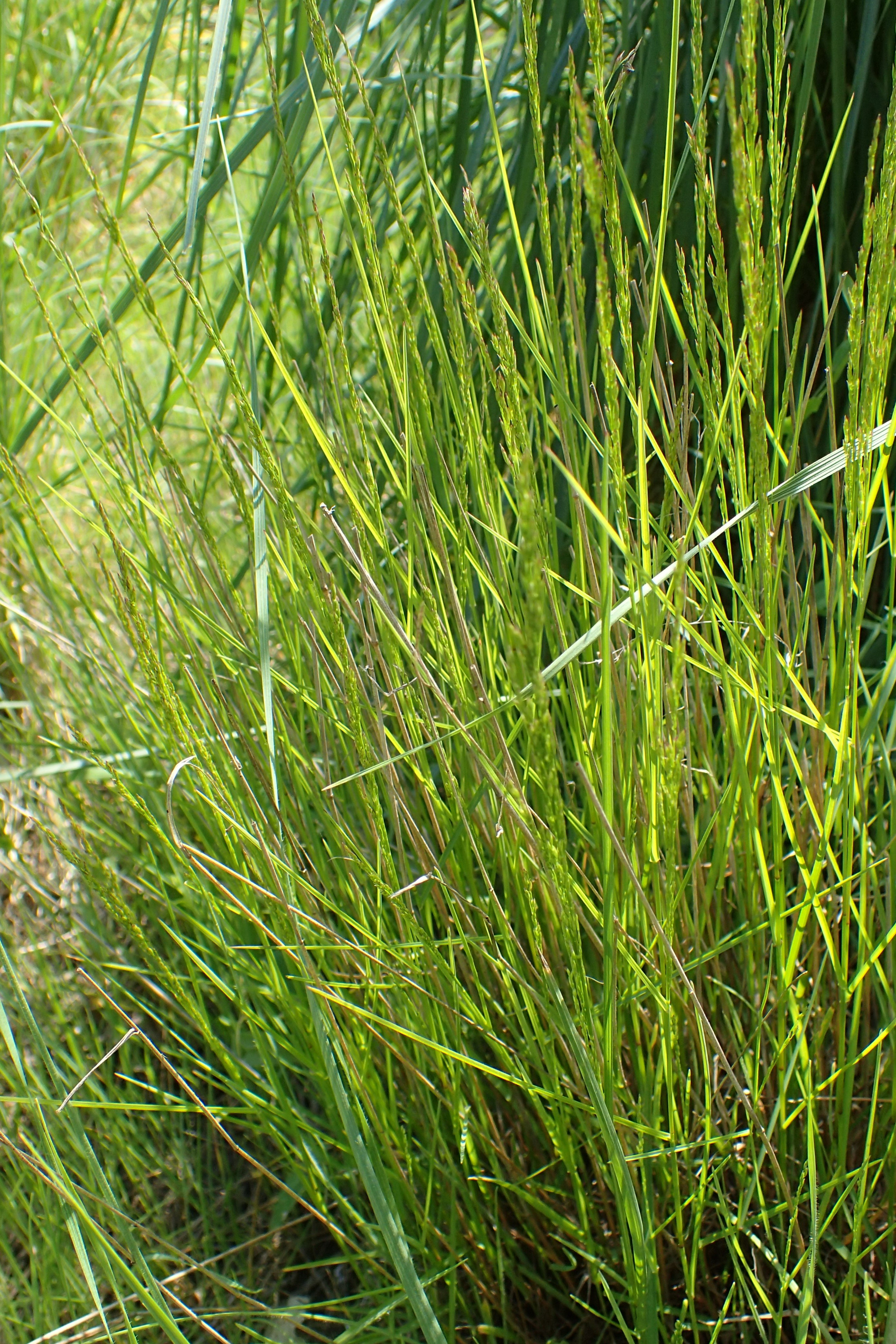
Poa araratica
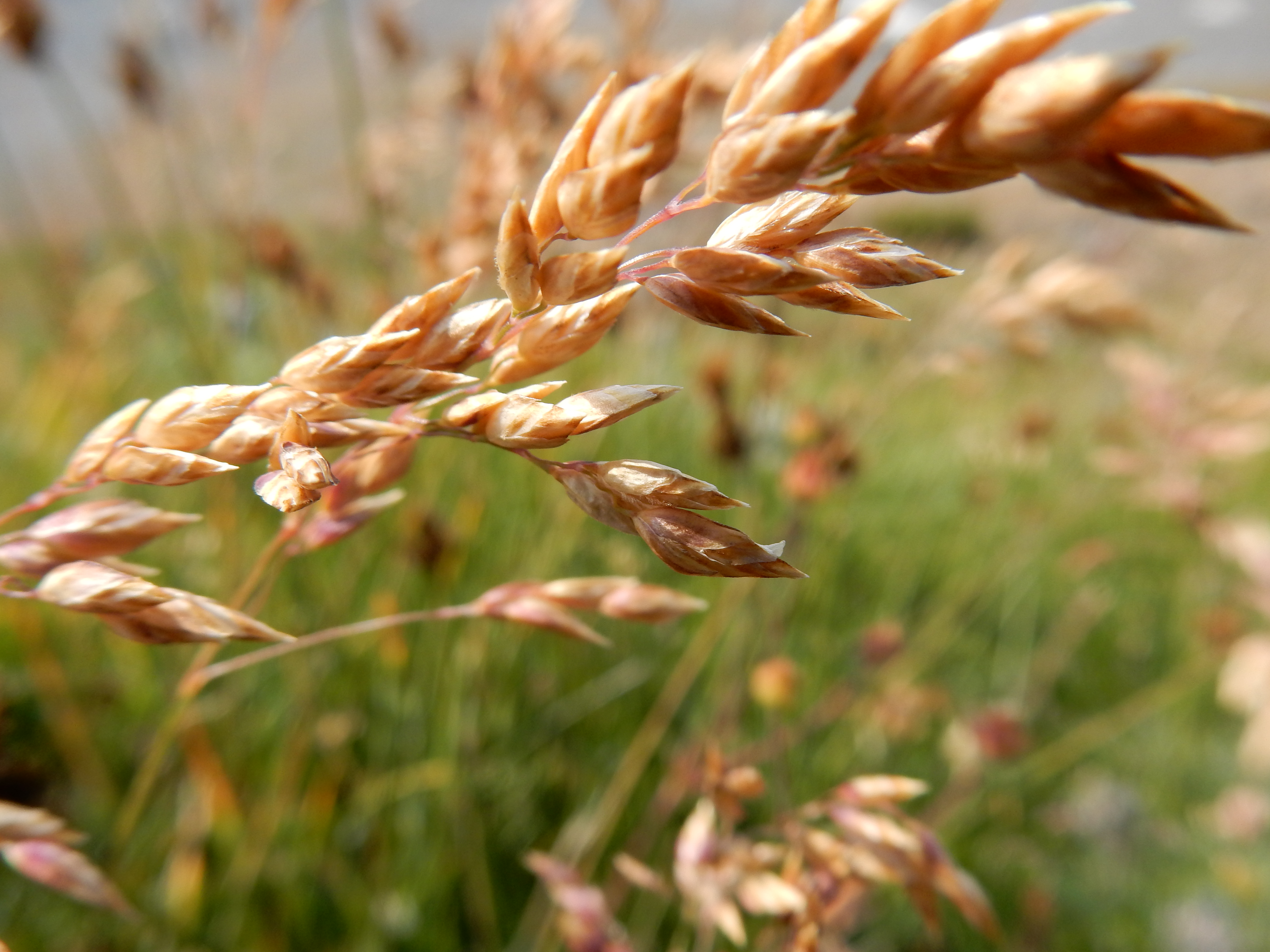
Poa arctica
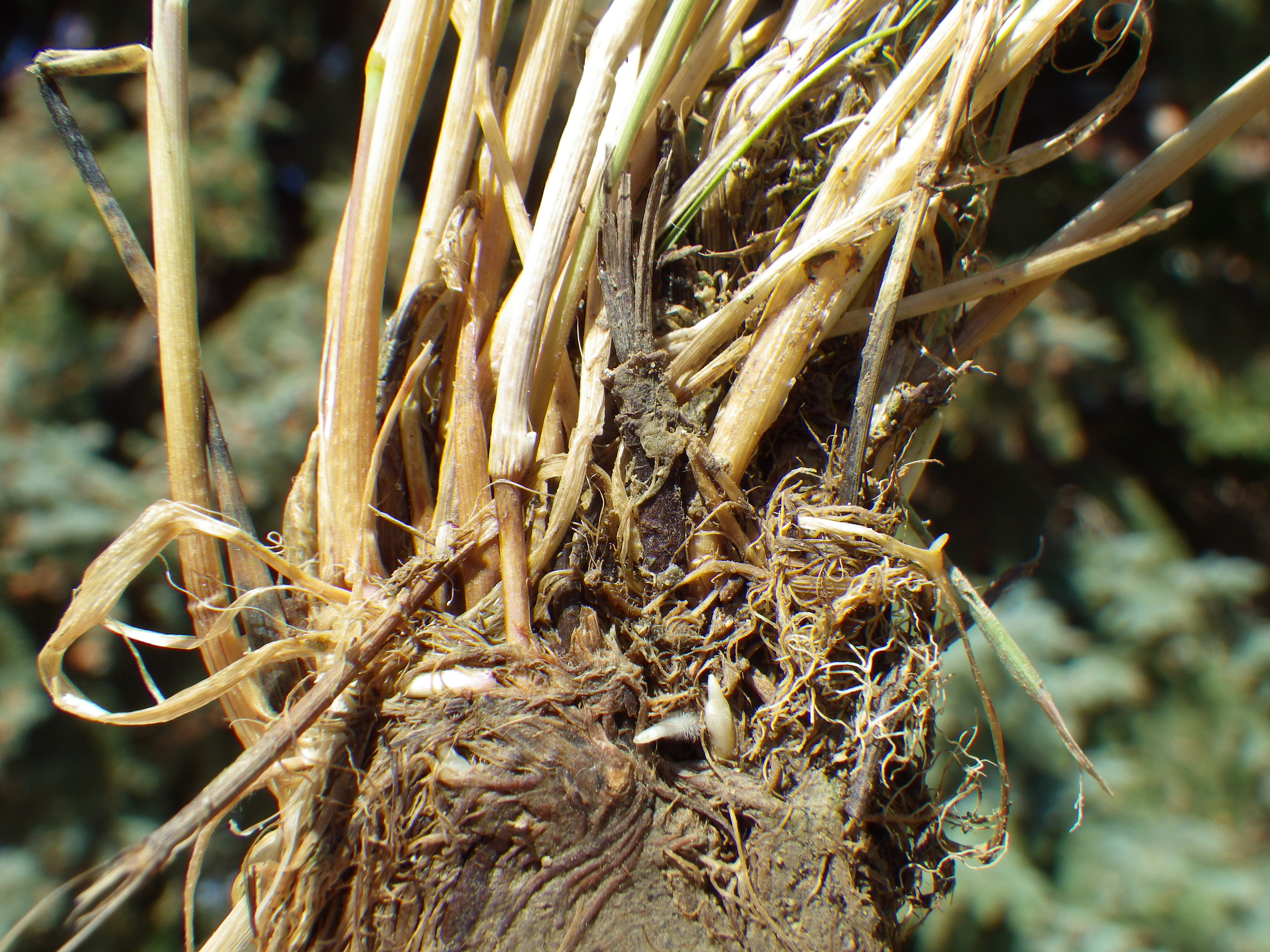
Poa arida
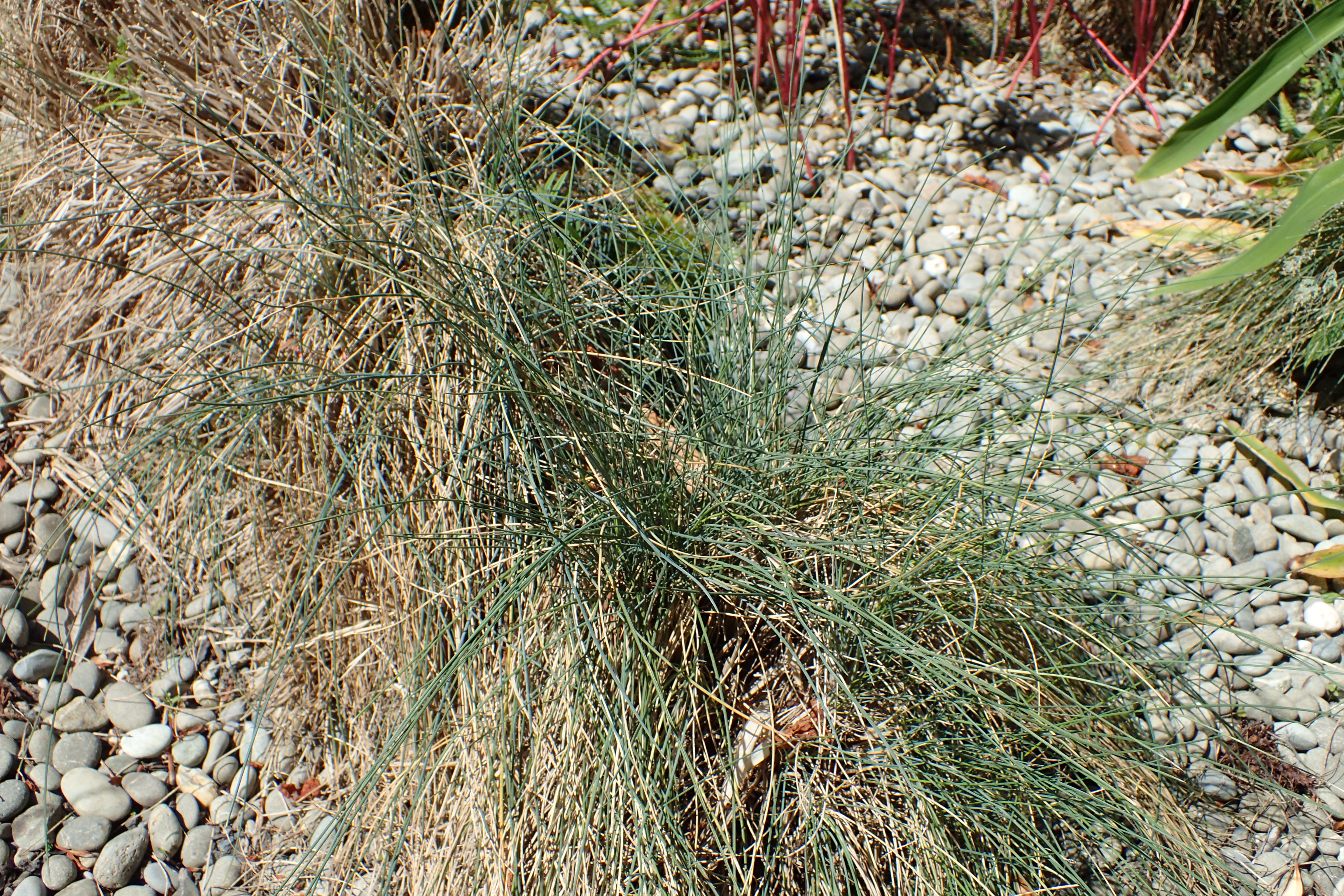
Poa astonii
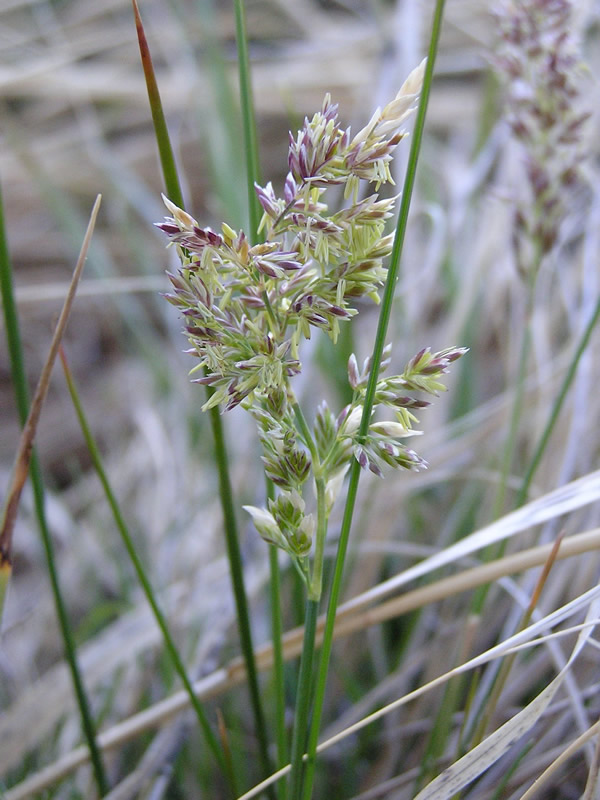
Poa atropurpurea

## B

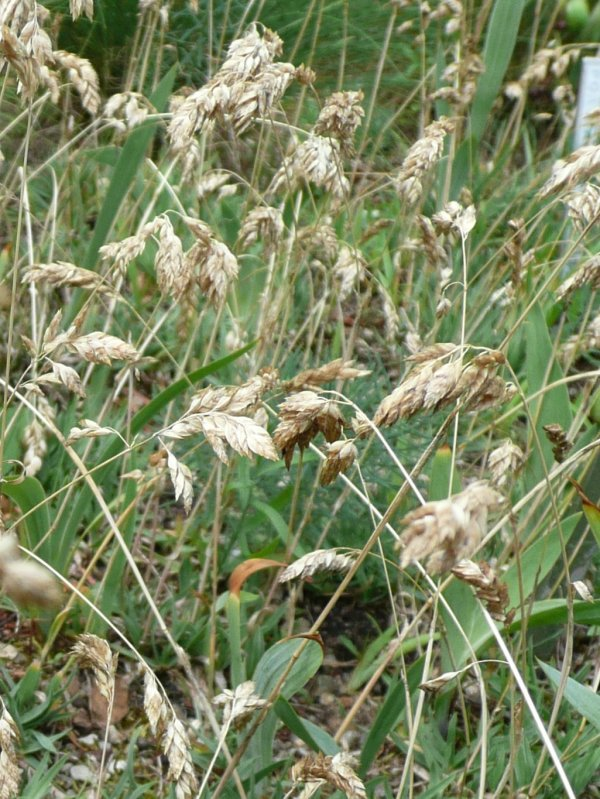
Poa babiogorensis Bernátová & Májovský & Obuch
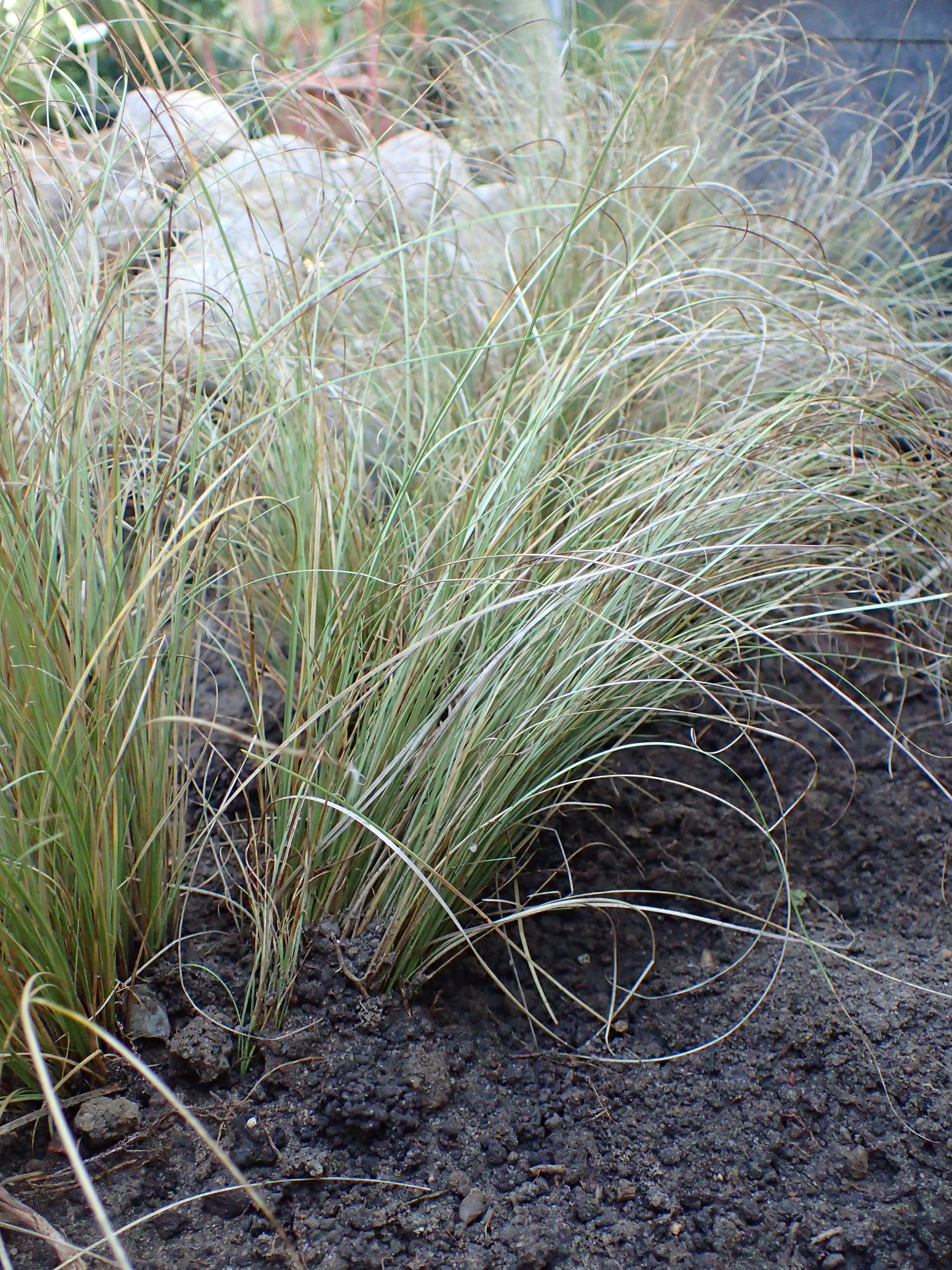
Poa bactriana Roshev., 1923
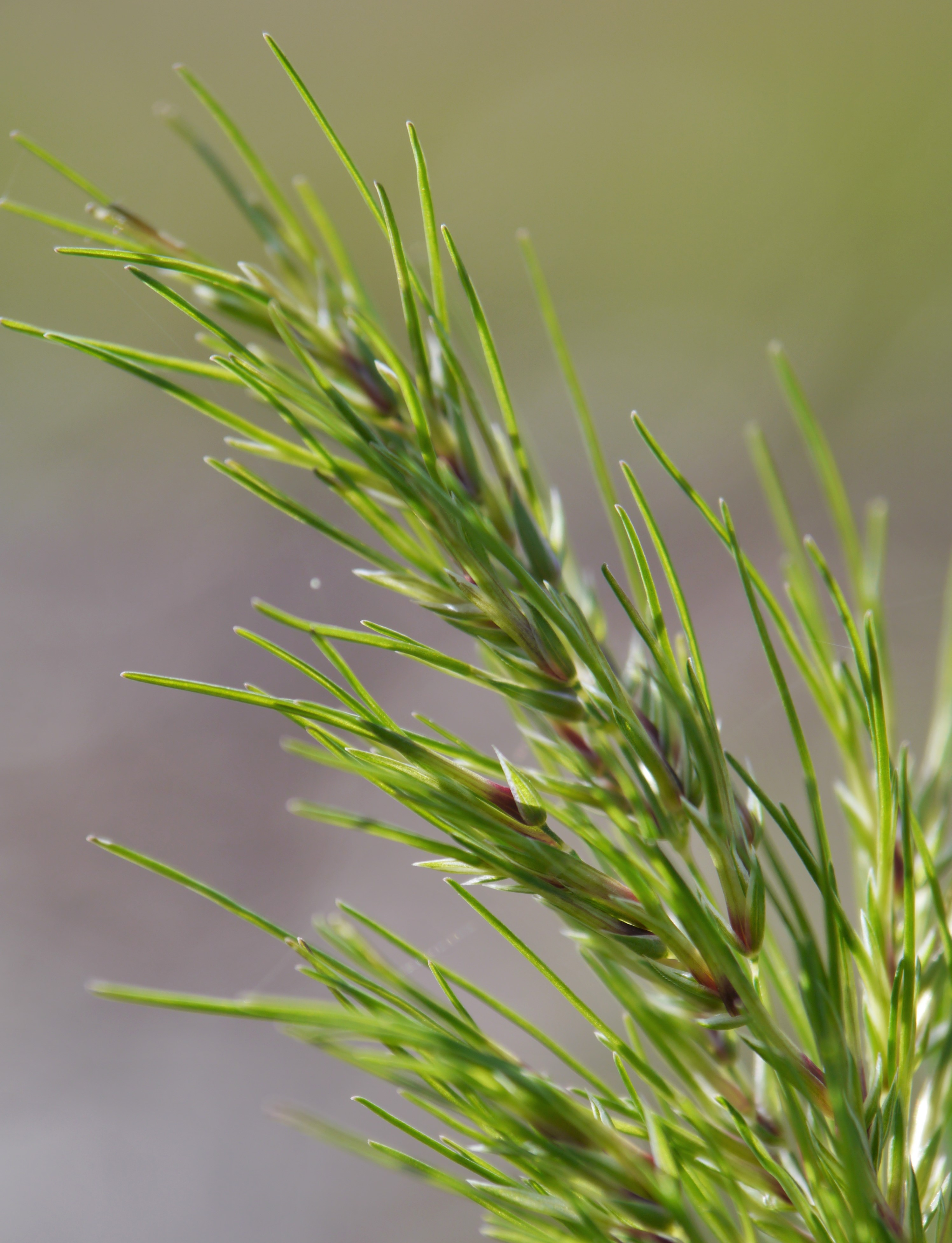
Poa badensis Haenke ex Willd., 1797
- Poa bajaensis Soreng, 2002
- Poa balbisii Parl., 1850
- Poa banffiana (Soreng) Soreng & L.J.Gillespie
- Poa bergii Hieron., 1879
- Poa beringiana Prob., 1971
- Poa bigelovii Vasey ex Scribn., 1885
- Poa binata Nees, 1841
- Poa binodis Keng f. ex L.Liu, 2002
- Poa bolanderi Vasey, 1882
- Poa boliviana Refulio, 2012
- Poa bomiensis C.Ling, 1979
- Poa bonariensis (Lam.) Kunth, 1829
- Poa borbonica Poir., 1816
- Poa boreorossica Tzvelev
- Poa borneensis Jansen, 1953
- Poa boxiana Luces, 1953
- Poa bradei Pilg., 1935
- Poa breviglumis Hook.f., 1845
- Poa brevis Hitchc., 1927
- Poa bromoides Vahl, 1794
- Poa buchananii Zotov, 1943
- Poa bucharica Roshev., 1923
- Poa bulbosa L., 1753
- Poa burmanica Bor, 1948
- Poa bussmannii H.Scholz, 2010

- Poa badensis
- Poa buchananii
- Poa bulbosa

## C
- Poa cabreriana Anton & Ariza, 1980
- Poa calchaquiensis Hack., 1911
- Poa calliopsis Litv. ex Ovcz., 1933
- Poa callosa Stapf, 1899
- Poa calycina (J.Presl) Kunth, 1833
- Poa candamoana Pilg, 1906.
- Poa carazensis Pilg., 1906
- Poa carpatica (V.Jirásek) Chopik, 1976
- Poa caucasica Trin., 1831
- Poa celebica Veldkamp, 1994
- Poa celsa Edgar, 1986
- Poa cenisia All., 1789
- Poa chaixii Vill., 1786
- Poa chamaeclinos Pilg., 1906
- Poa chambersii Soreng, 1998
- Poa chapmaniana Scribn., 1894
- Poa chathamica Petrie, 1902
- Poa cheelii Vickery, 1970
- Poa chirripoensis R.W.Pohl, 1976
- Poa chokensis S.M.Phillips, 1989
- Poa cita Edgar, 1986
- Poa clavigera Veldkamp, 1994
- Poa clelandii Vickery, 1970
- Poa clivicola Vickery, 1970
- Poa × coarctata Haller f. ex Gaudin, 1808
- Poa cockayneana Petrie, 1913
- Poa colensoi Hook.f., 1864
- Poa × complanata Schur, 1866
- Poa compressa L., 1753
- Poa confinis Vasey, 1893
- Poa congesta Refulio, 2012
- Poa cookii (Hook.f.) Hook.f., 1879
- Poa cooperi Noltie, 2000
- Poa costiniana Vickery, 1970
- Poa crassicaudex Vickery, 1970
- Poa crassicaulis Pilg., 1929
- Poa crassinervis Honda, 1926
- Poa cucullata Hack., 1902
- Poa cumingii Trin., 1836
- Poa curtifolia Scribn., 1899
- Poa cusickii Vasey, 1893
- Poa cuspidata Nutt., 1818
- Poa cyrenaica E.A.Durand & Barratte, 1910
- Poa czazhmensis Prob., 2015

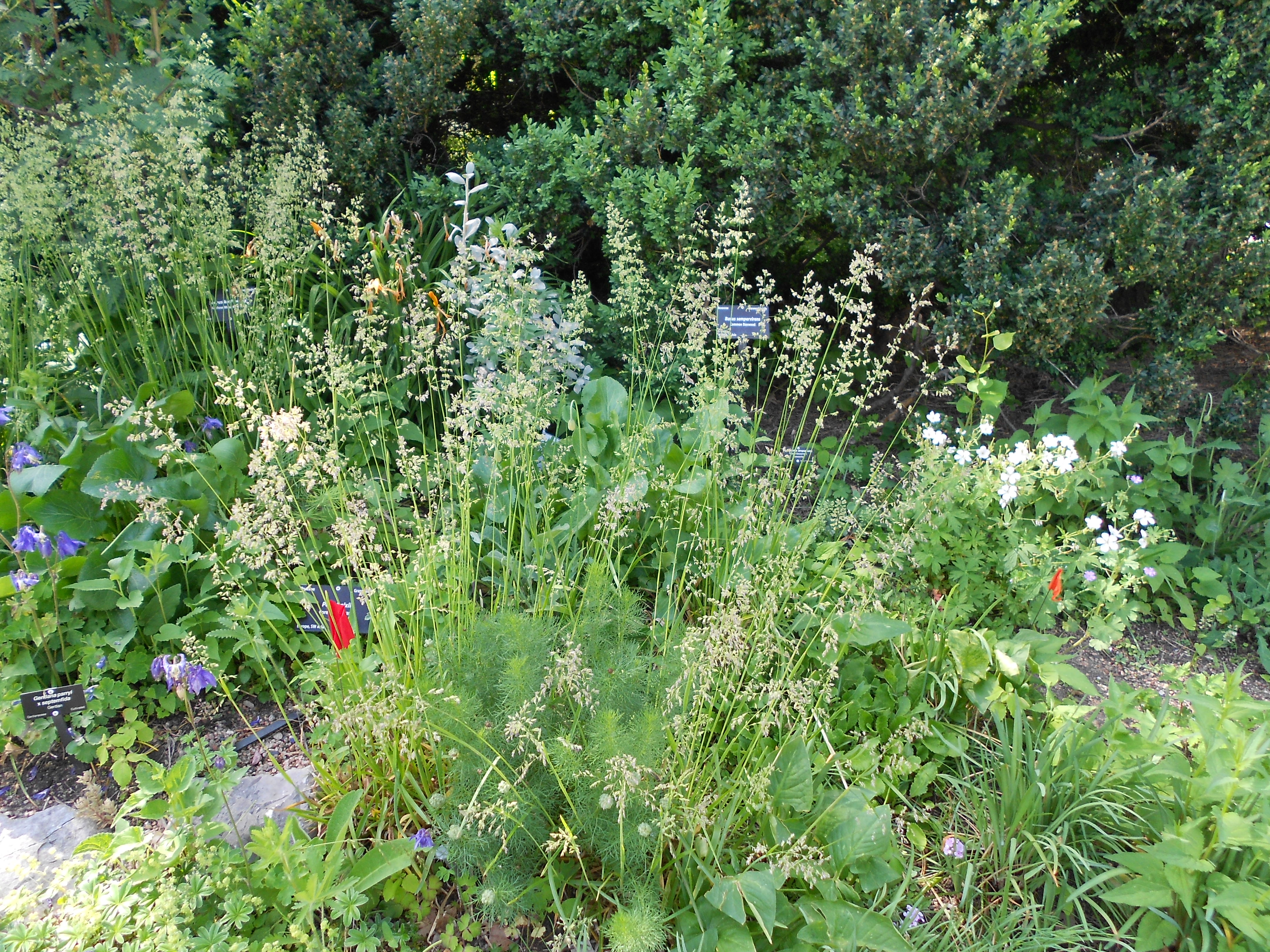
Poa chaixii
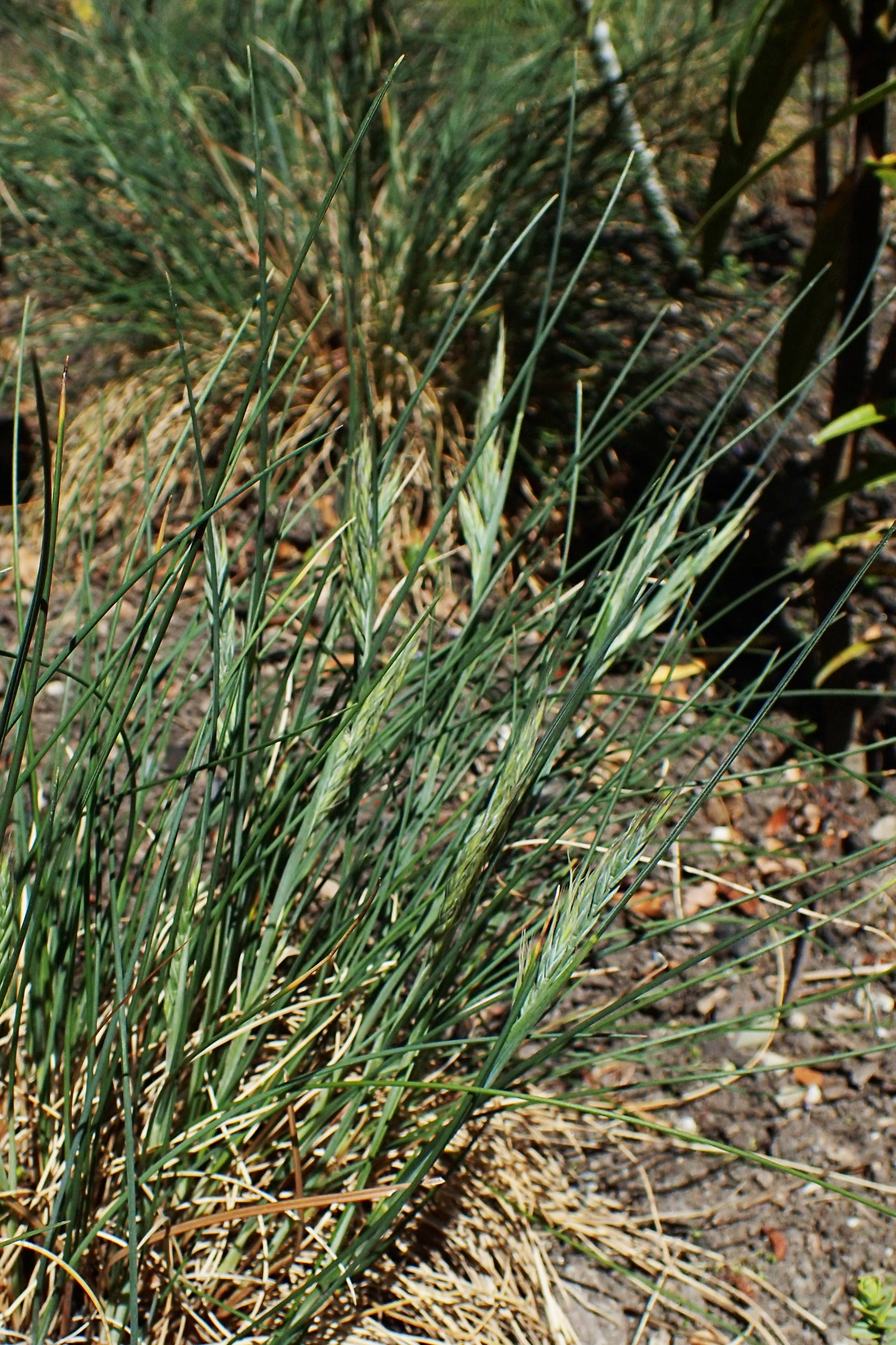
Poa chathamica
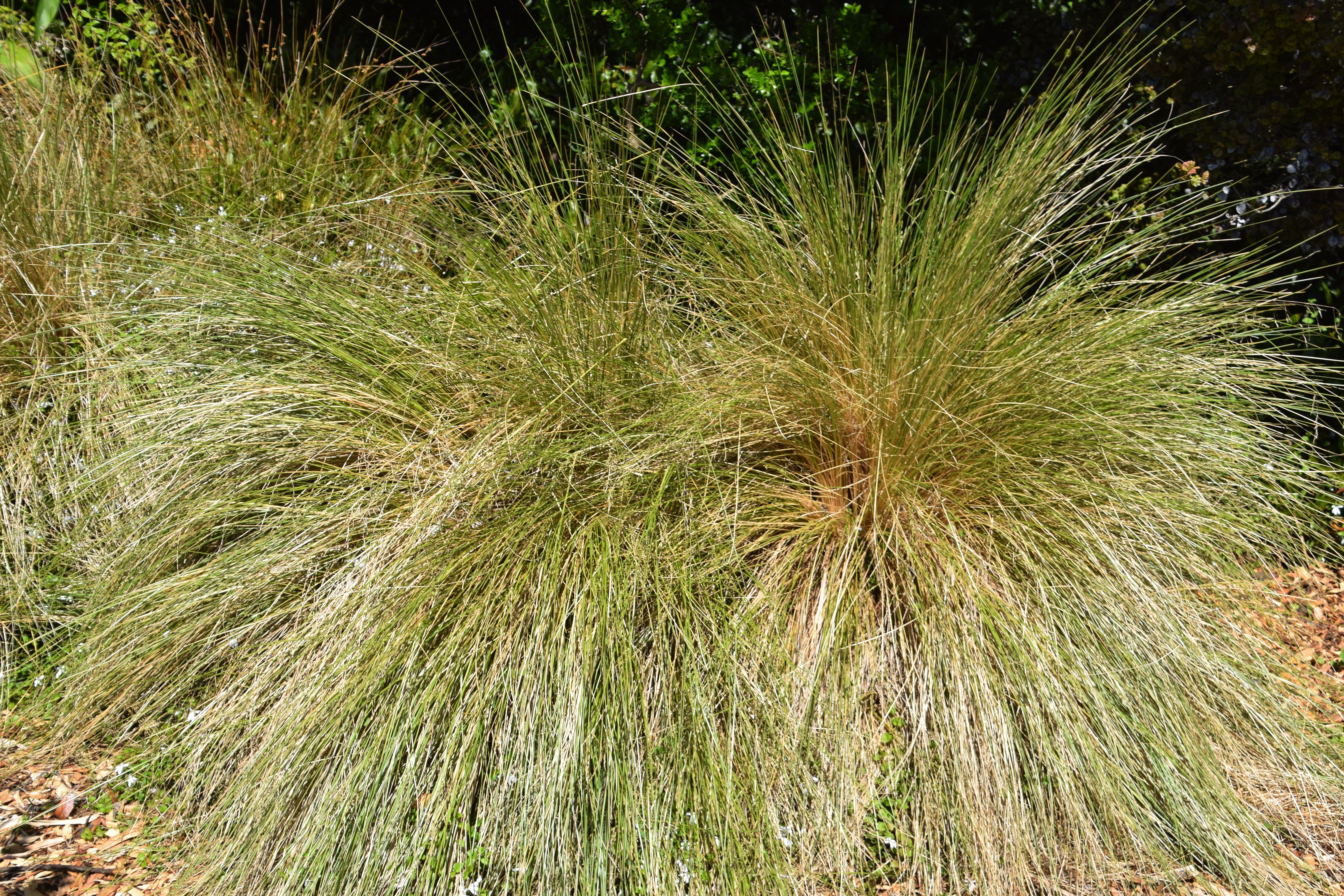
Poa cita
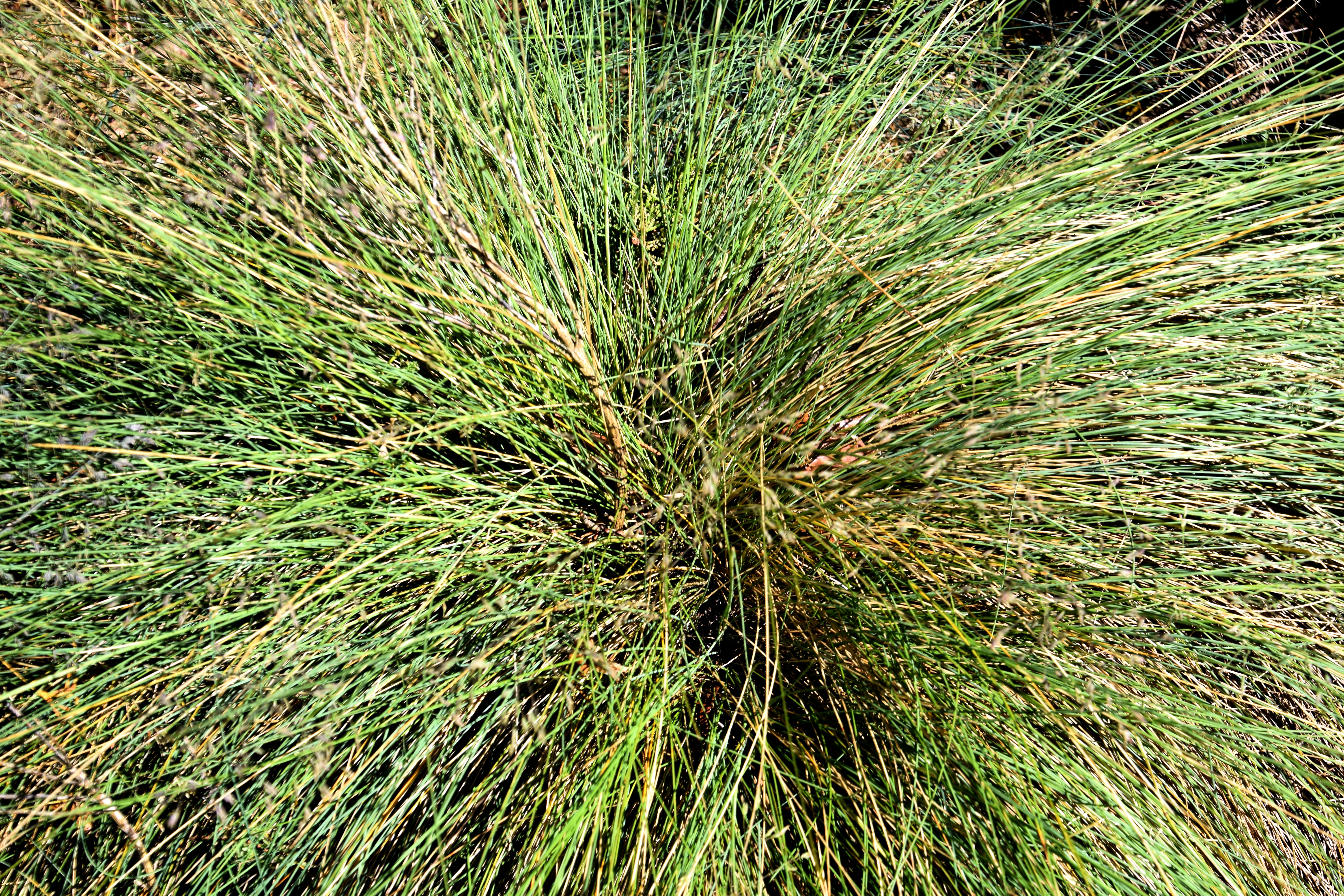
Poa colensoi
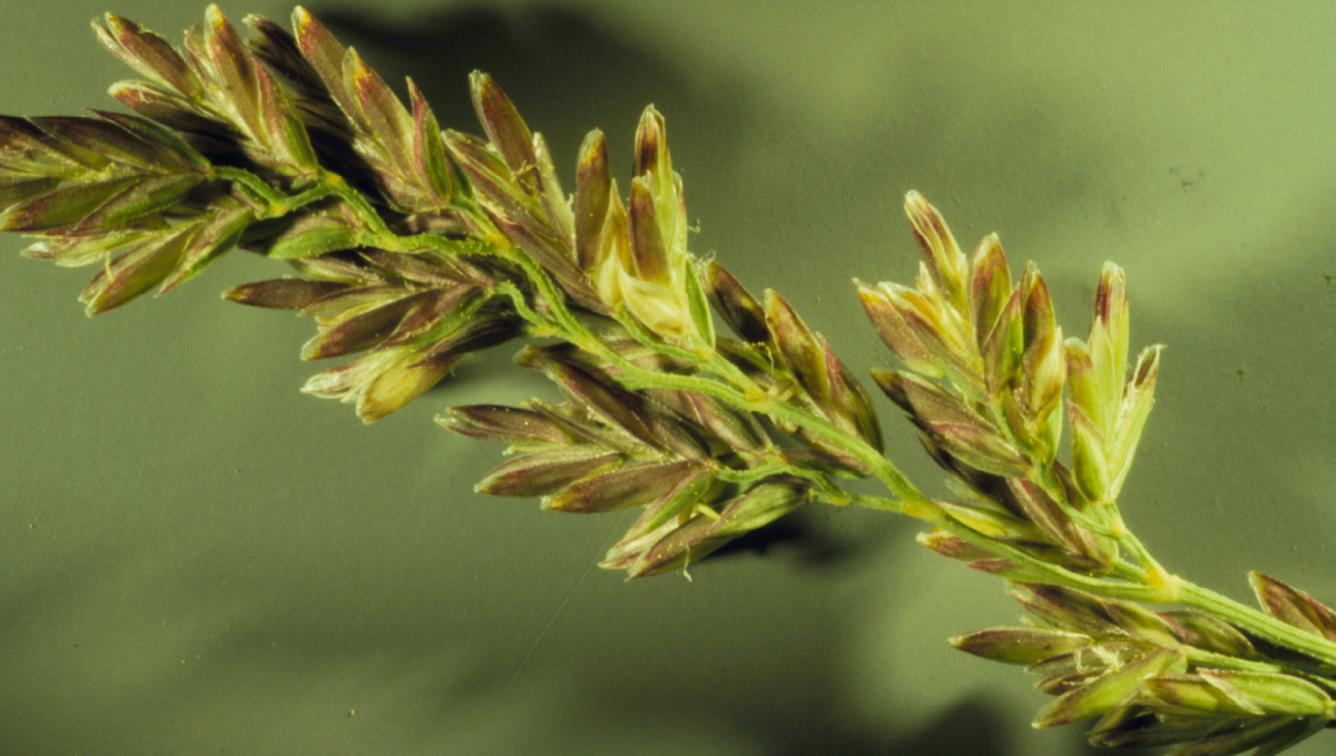
Poa compressa
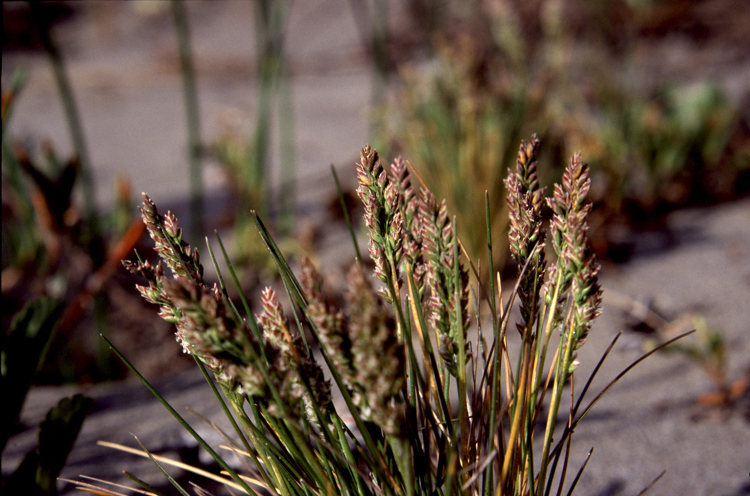
Poa confinis
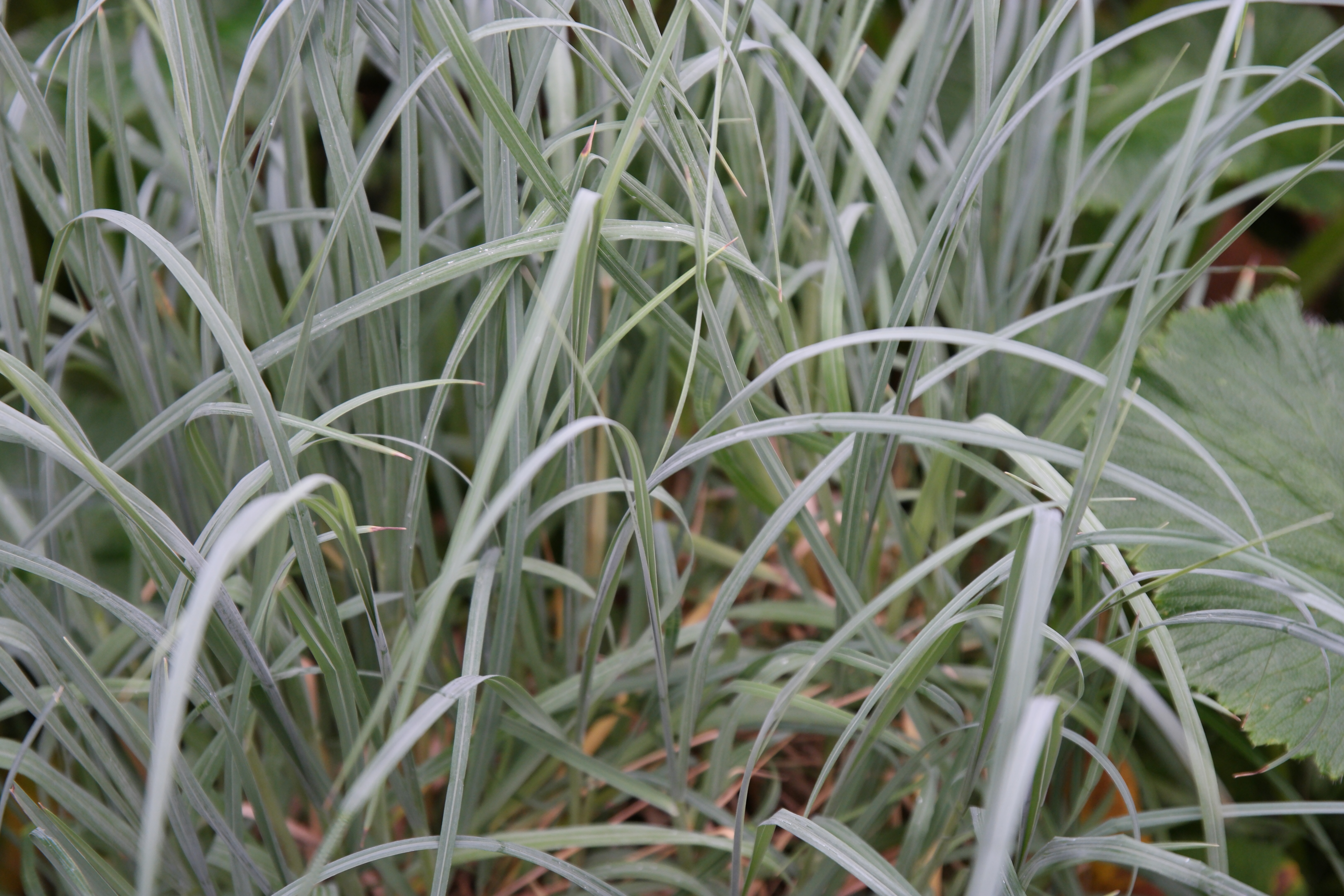
Poa cookii
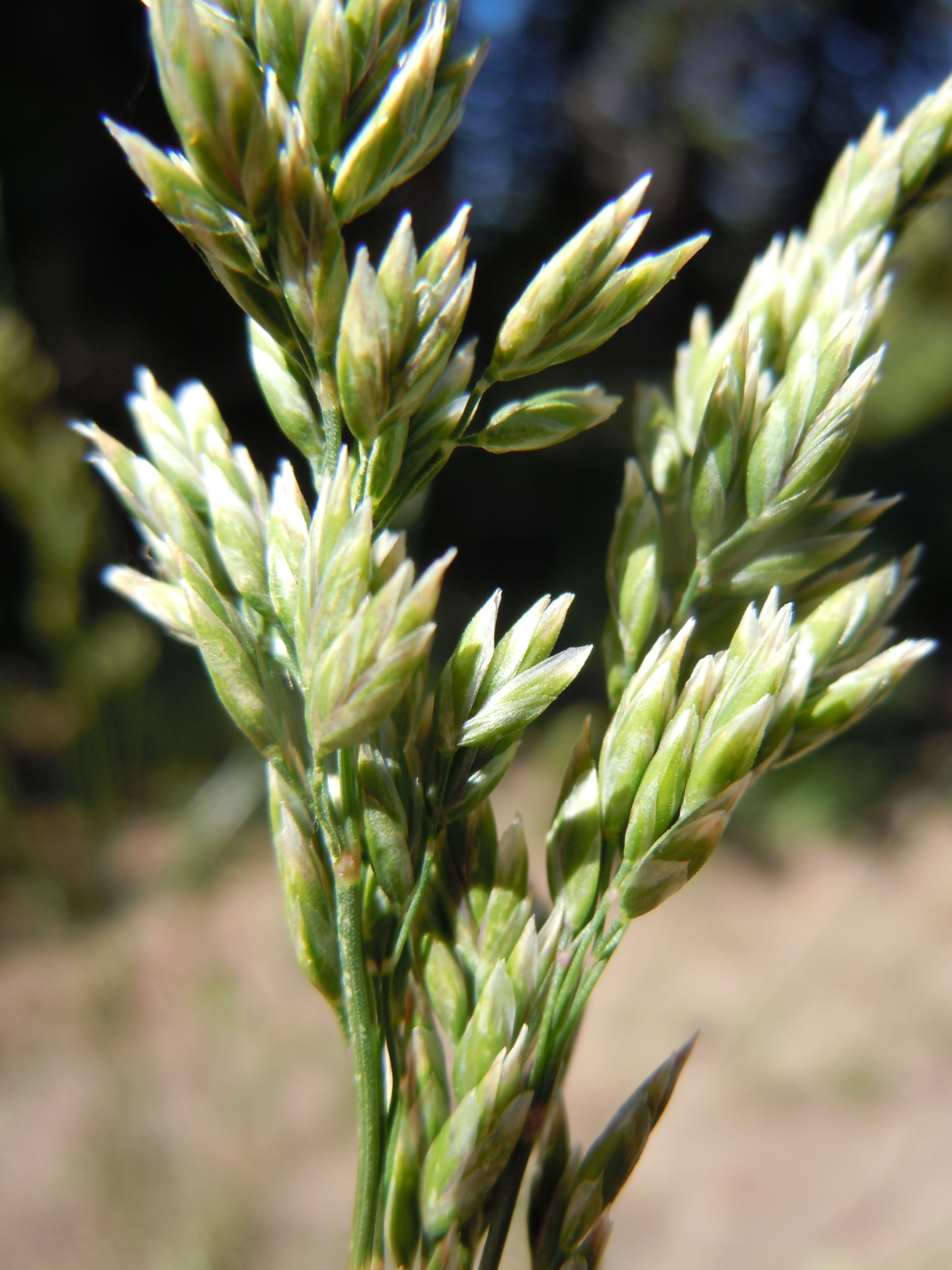
Poa cusickii
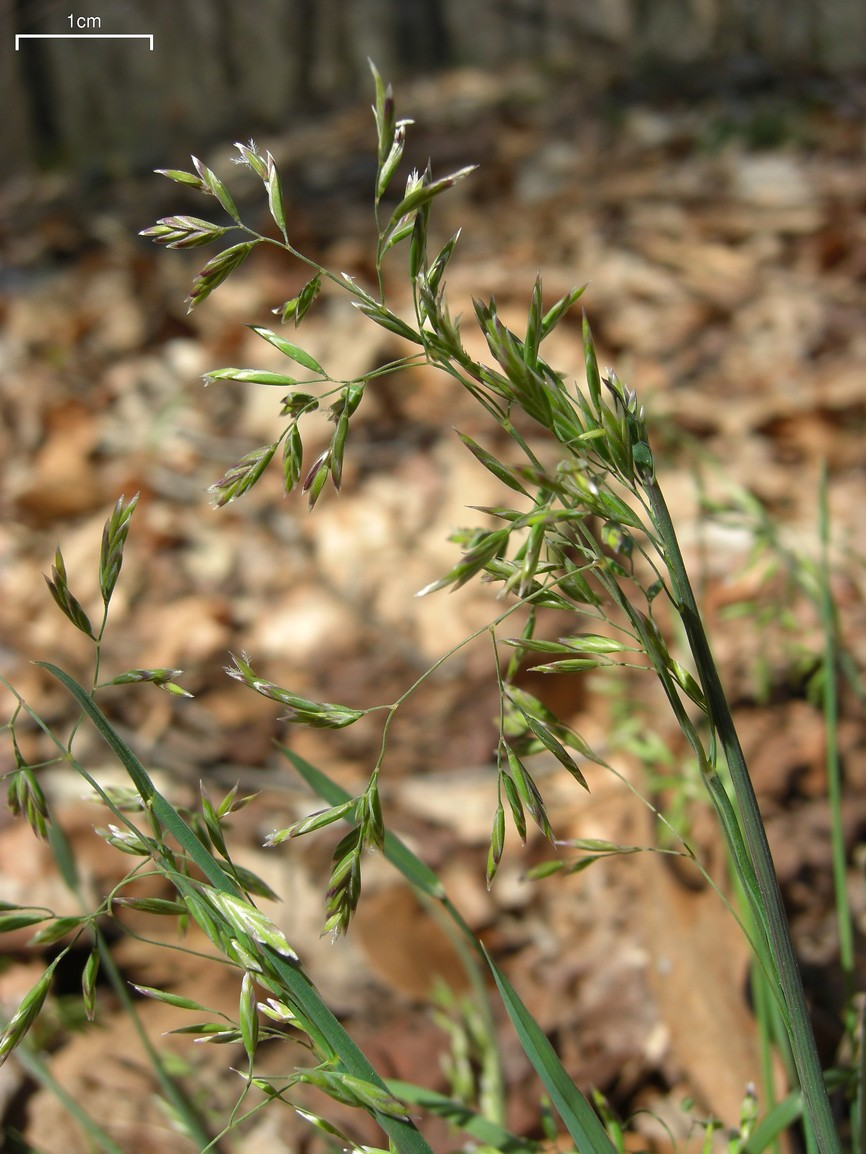
Poa cuspidata

## D
- Poa damavandica Assadi & Kavousi, 2009
- Poa darwiniana Parodi, 1937
- Poa davisii Bor, 1972
- Poa deminuta Refulio, 2012
- Poa densa Troitsky, 1928
- Poa denticulata Hack., 1912
- Poa dentigluma Tovar, 1985
- Poa denudata Steud., 1854
- Poa diaboli Soreng & Keil, 2003
- Poa diaphora Trin., 1836
- Poa × digena Melderis, 1978
- Poa dimorphantha Murb., 1900
- Poa dipsacea Petrie, 1894
- Poa disjecta Ovcz., 1933
- Poa dissanthelioides Tovar, 1981
- Poa diversifolia (Boiss. & Balansa) Hack. ex Boiss., 1884
- Poa dolichophylla Hack., 1911
- Poa dolosa Boiss. & Heldr., 1859
- Poa douglasii Nees, 1838
- Poa dozyi Veldkamp, 1984
- Poa drummondiana Nees, 1843
- Poa dudkinii Prob., 2010
- Poa durifolia Giussani, Nicora & Roig, 2000
- Poa dzongicola Noltie, 2000

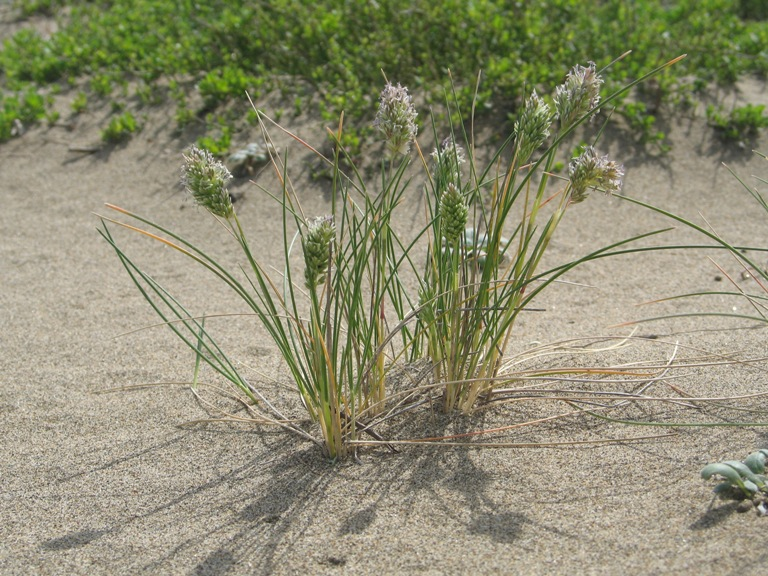
Poa douglasii
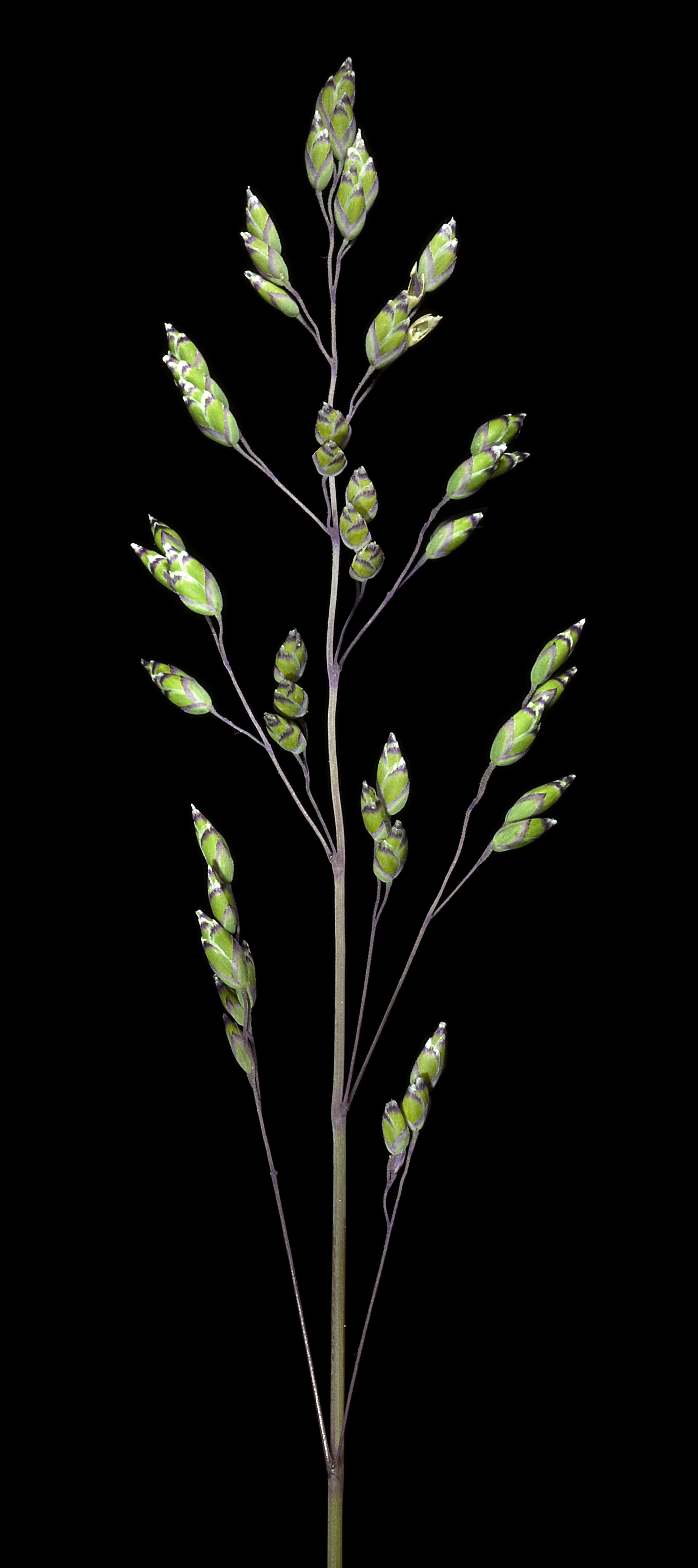
Poa drummondiana

## E
- Poa egorovae Tzvelev, 2009
- Poa eleanorae Bor, 1948
- Poa ensiformis Vickery, 1970
- Poa epileuca (Stapf) Stapf, 1899
- Poa erectifolia Hitchc., 1936
- Poa exigua Hook.f., 1864

## F
- Poa faberi Rendle, 1904
- Poa falconeri Hook.f., 1896
- Poa fauriei Hack., 1899
- Poa fawcettiae Vickery, 1970
- Poa fax J.H.Willis & Court, 1956
- Poa fendleriana (Steud.) Vasey, 1893
- Poa ferreyrae Tovar, 1965
- Poa fibrifera Pilg., 1906
- Poa × figertii Gerhardt, 1892
- Poa filiculmis Roshev., 1949
- Poa fischeri Prob., 2015
- Poa flabellata (Lam.) Raspail, 1829
- Poa flaccidula Boiss. & Reut., 1852
- Poa flexuosa Sm., 1800
- Poa foliosa (Hook.f.) Hook.f., 1864
- Poa fordeana F.Muell., 1873
- Poa × fossae-rusticorum Wein, 1913
- Poa fragilis Ovcz., 1957

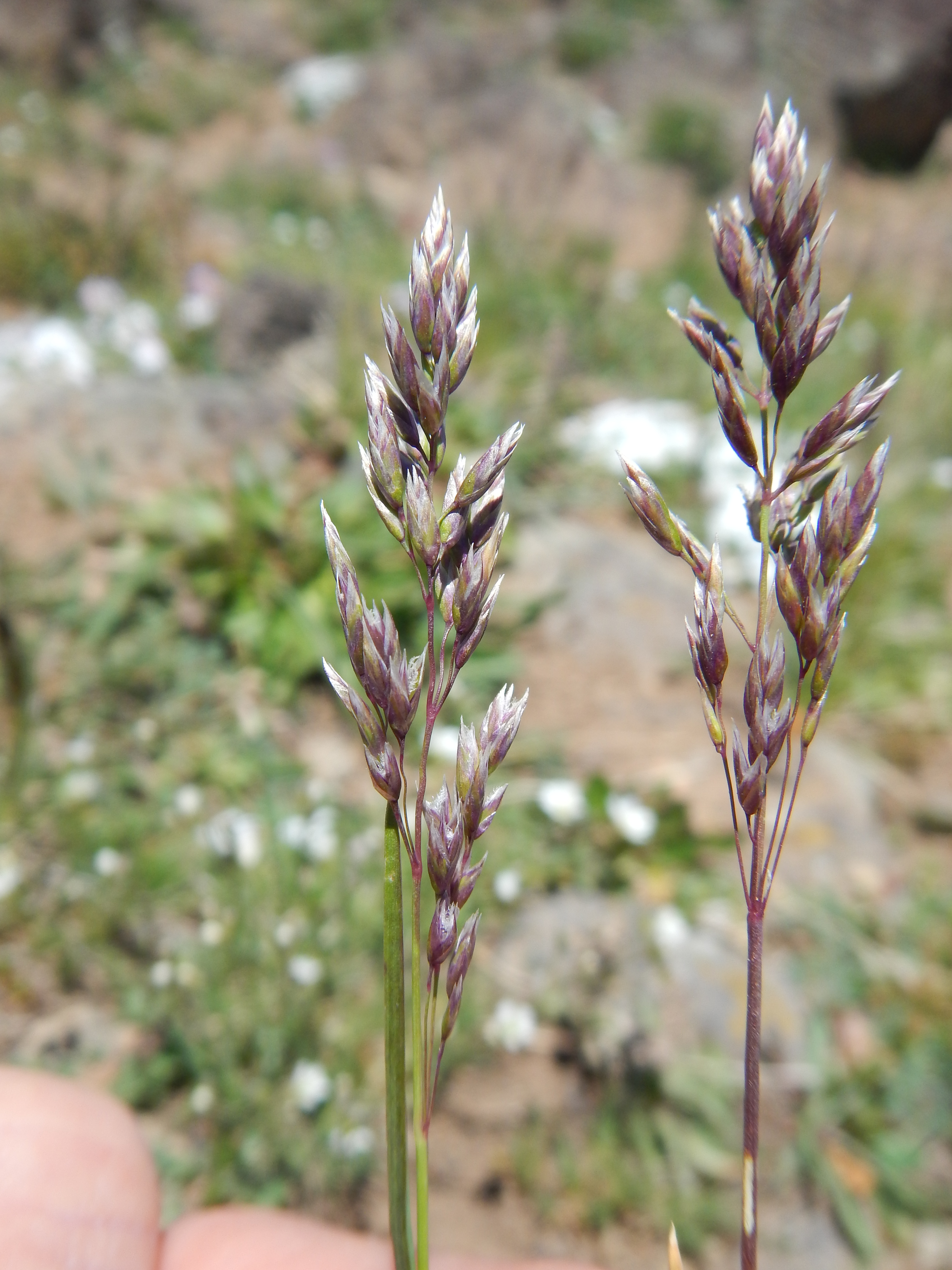
Poa fendleriana
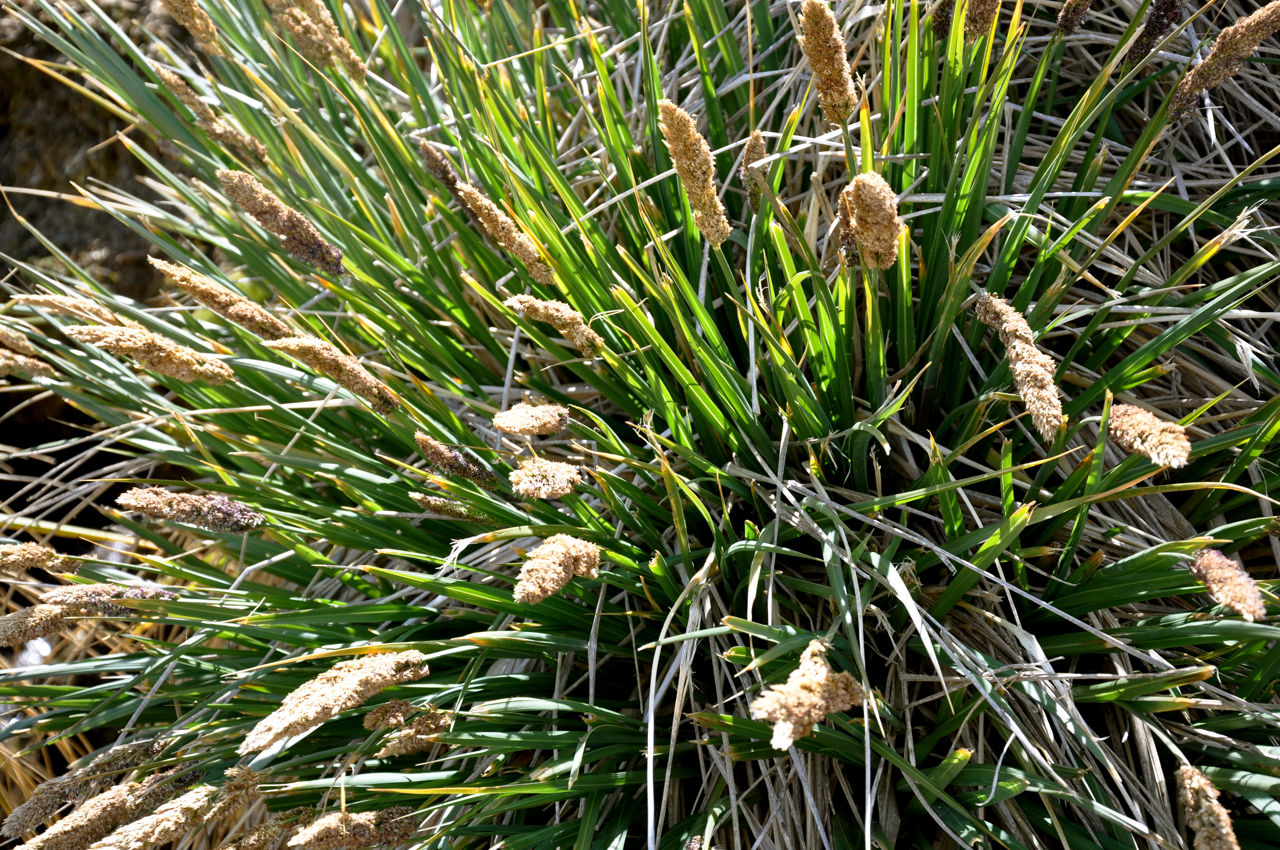
Poa flabellata
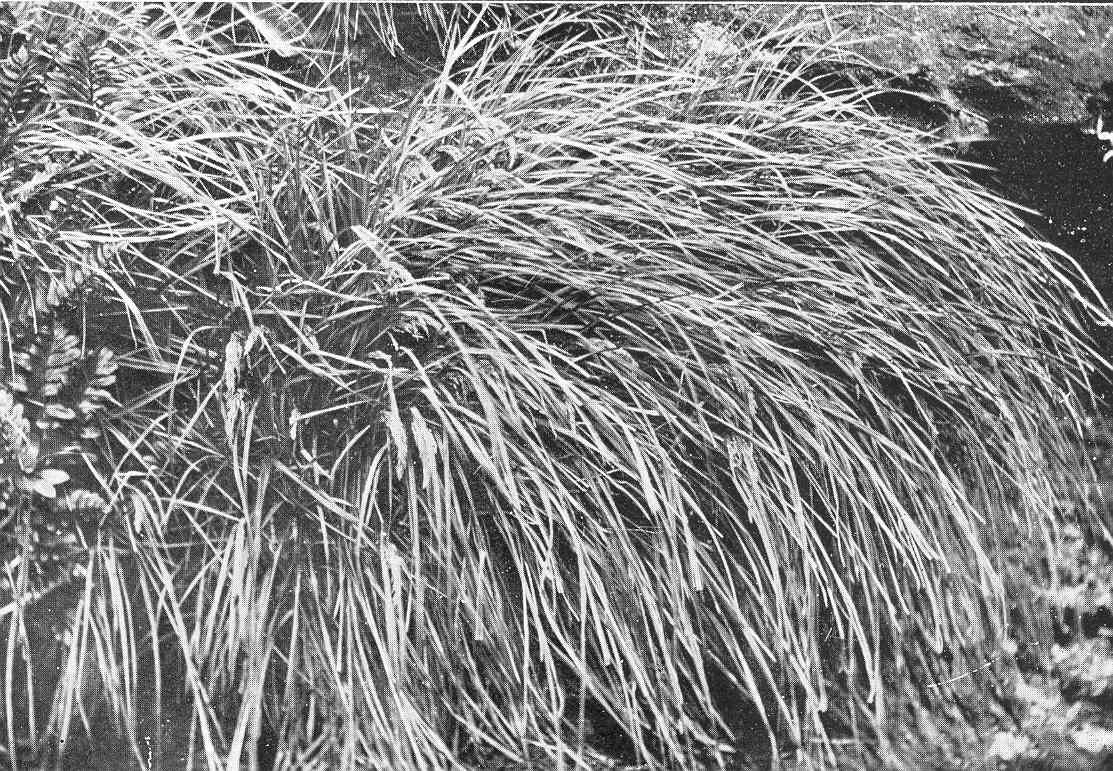
Poa foliosa

## G

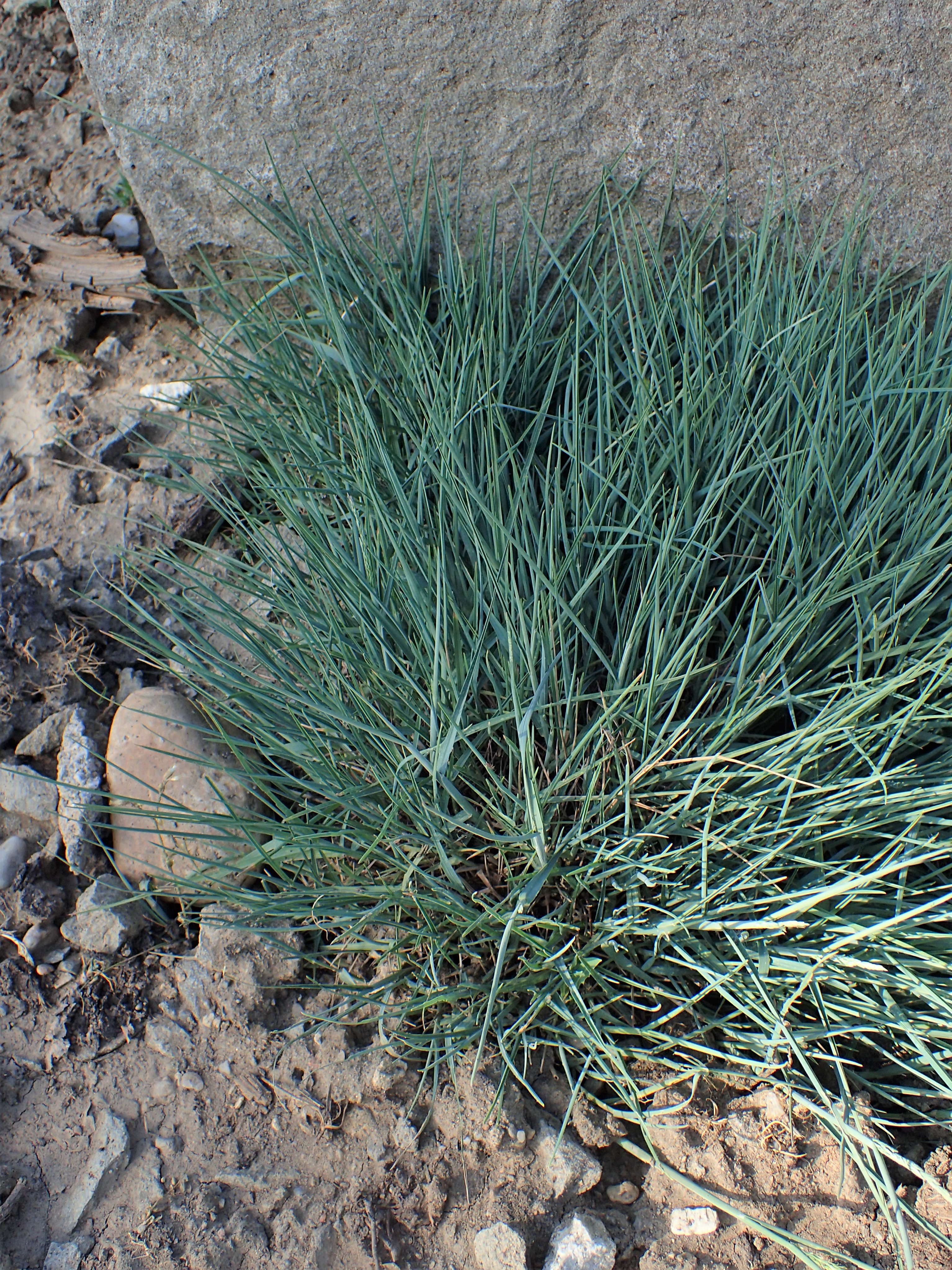
Poa gamblei Bor, 1948
- Poa gammieana Hook.f., 1896
- Poa × gandogeri Fedde, 1910
- Poa garhwalensis D.C.Nautiyal & R.D.Gaur, 1999
- Poa gaspensis Fernald, 1929
- Poa gayana É.Desv., 1853
- Poa gigantea (Tovar) Refulio, 2012
- Poa gilgiana Pilg., 1906
- Poa glaberrima Tovar, 1965
- Poa glauca Vahl, 1790
- Poa gnutikovii Prob., 2015
- Poa golestanensis H.Scholz & Akhani, 1998
- Poa grandis Hand.-Mazz., 1936
- Poa granitica Braun-Blanq., 1929
- Poa greuteri Gabrieljan, 2006
- Poa grisebachii R.E.Fr., 1906
- Poa gunnii Vickery, 1970
- Poa gymnantha Pilg., 1920

- Poa glauca

## H
- Poa hachadoensis Nicora, 1977
- Poa hackelii Post, 1897
- Poa hakusanensis Hack., 1899
- Poa halmaturina J.M.Black, 1943
- Poa hartzii Gand., 1920
- Poa harveyi Chrtek, 1996
- Poa hedbergii S.M.Phillips, 1989
- Poa helenae Veldkamp, 1994
- Poa helmsii Vickery, 1970
- Poa hentyi Veldkamp, 1994
- Poa × herjedalica Harry Sm., 1920
- Poa hesperia Edgar, 1986
- Poa hideaki-ohbae Rajbh.
- Poa hiemata Vickery, 1970
- Poa hieronymi Hack., 1902
- Poa himalayana Nees ex Steud., 1854
- Poa hirtiglumis Hook.f., 1896
- Poa hisauchii Honda, 1928
- Poa hissarica Roshev., 1993
- Poa hitchcockiana Soreng & P.M.Peterson
- Poa holciformis J.Presl, 1830
- Poa homomalla Nees, 1846
- Poa hookeri Vickery, 1970
- Poa horridula Pilg., 1906
- Poa hothamensis Vickery, 1970
- Poa howellii Vasey & Scribn., 1893
- Poa huancavelicae Tovar, 1965
- Poa hubbardiana Parodi, 1937
- Poa huecu Parodi, 1950
- Poa humilis Ehrh. ex Hoffm, 1800.
- Poa humillima Pilg., 1906
- Poa hybrida Gaudin, 1808
- Poa hylobates Bor, 1965
- Poa hypsinephes Veldkamp, 1994

## I
- Poa ibarii Phil., 1896
- Poa iberica Fisch., C.A.Mey. & Avé-Lall., 1843

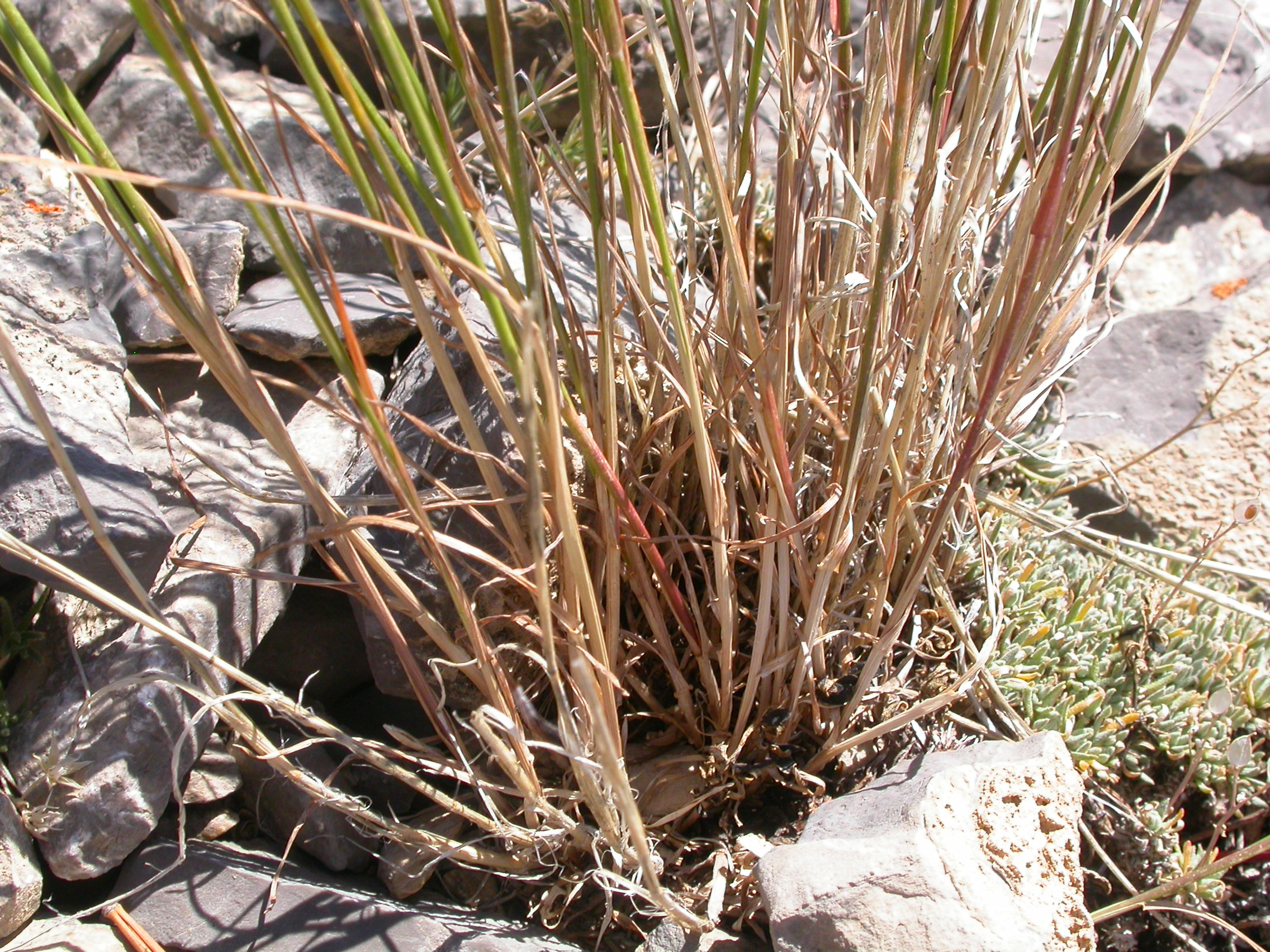
Poa interior

- Poa iconia Azn., 1919
- Poa igoshinae Tzvelev, 2009
- Poa imbecilla Biehler
- Poa imperialis Bor,1958
- Poa inconspicua Veldkamp, 1994
- Poa induta Vickery, 1970
- Poa infirma Kunth, 1816
- Poa interior Rydb., 1905
- Poa × intricata Wein, 1911
- Poa intrusa Edgar, 1986
- Poa iridifolia Hauman, 1917
- Poa irkutica Roshev., 1922
- Poa × ivlievae Prob., 2015

- Poa interior

## J
- Poa janaensis Prob., 2006
- Poa jansenii Veldkamp, 1994
- Poa jaunsarensis Bor, 1948
- Poa × jemtlandica (Almq.) K.Richt., 1890
- Poa jeremiadis Veldkamp, 1994
- Poa jubata A.Kern., 1873
- Poa jugicola D.I.Morris, 1990
- Poa × jurassica Chrtek & V.Jirásek, 1963

## K
- Poa kabalanica Prob., 2017
- Poa kamczatensis Prob., 1973
- Poa keckii Soreng, 1991
- Poa kelloggii Vasey, 1893
- Poa kenteica N.R.Ivanov, 1938
- Poa kerguelensis (Hook.f.) Steud., 1854
- Poa keysseri Pilg., 1929
- Poa khasiana Stapf, 1896
- Poa khokhrjakovii Prob., 2013
- Poa kilimanjarica (Hedberg) Markgr.-Dann., 1969
- Poa kirkii Buchanan, 1880
- Poa klokovii Tzvelev, 2009
- Poa koelzii Bor, 1948
- Poa koksuensis Golosk., 1951
- Poa kolymensis Tzvelev, 1972
- Poa korshinskyi Tzvelev, 2009
- Poa krasnoborovii Stepanov, 1994
- Poa kronokensis Prob., 2006
- Poa krylovii Reverd., 1936
- Poa kuborensis Veldkamp, 1994
- Poa kulikovii Tzvelev, 2009
- Poa kurdistanica Chrtek & Hadac, 1970
- Poa kurtzii R.E.Fr., 1906
- Poa kurynica Prob., 2015

## L
- Poa labillardierei Steud., 1854
- Poa lachenensis Noltie, 2000
- Poa laegaardiana Soreng & P.M.Peterson
- Poa laetevirens R.E.Fr., 1905
- Poa lamii Jansen, 1953
- Poa lanata Scribn. & Merr., 1910
- Poa langtangensis Melderis, 1978
- Poa languidior Hitchc., 1936
- Poa lanigera Nees, 1829
- Poa lanuginosa Poir., 1804
- Poa lavrenkoi Kuczerov, 2001
- Poa laxa Haenke, 1791
- Poa laxiflora Buckley, 1863
- Poa legionensis (Laínz) Fern.Casas & M.Laínz, 1982
- Poa lehoueroui Dobignard & Portal, 2010
- Poa leibergii Scribn., 1897
- Poa leioclada Hack., 1902
- Poa lepidula (Nees & Meyen) Soreng & L.J.Gillespie, 2007
- Poa leptalea Veldkamp, 1994
- Poa leptoclada Hochst. ex A.Rich., 1850
- Poa leptocoma Trin., 1831
- Poa lettermanii Vasey, 1893
- Poa levitskyi Nosov
- Poa lhasaensis Bor, 1965
- Poa ligularis Nees ex Steud., 1854
- Poa ligulata Boiss., 1844
- Poa lilloi Hack., 1911
- Poa × limosa Scribn. & T.A.Williams, 1899
- Poa lindebergii Tzvelev, 1974
- Poa lindsayi Hook.f., 1864
- Poa linearifolia Refulio, 2012
- Poa lipskyi Roshev., 1932
- Poa litorosa Cheeseman, 1906
- Poa longifolia Trin., 1836
- Poa longii Noltie, 2000
- Poa longiramea Hitchc., 1936
- Poa × longriensis Prob. & Barkalov, 2015
- Poa lowanensis N.G.Walsh, 1991
- Poa lunata Chase, 1943

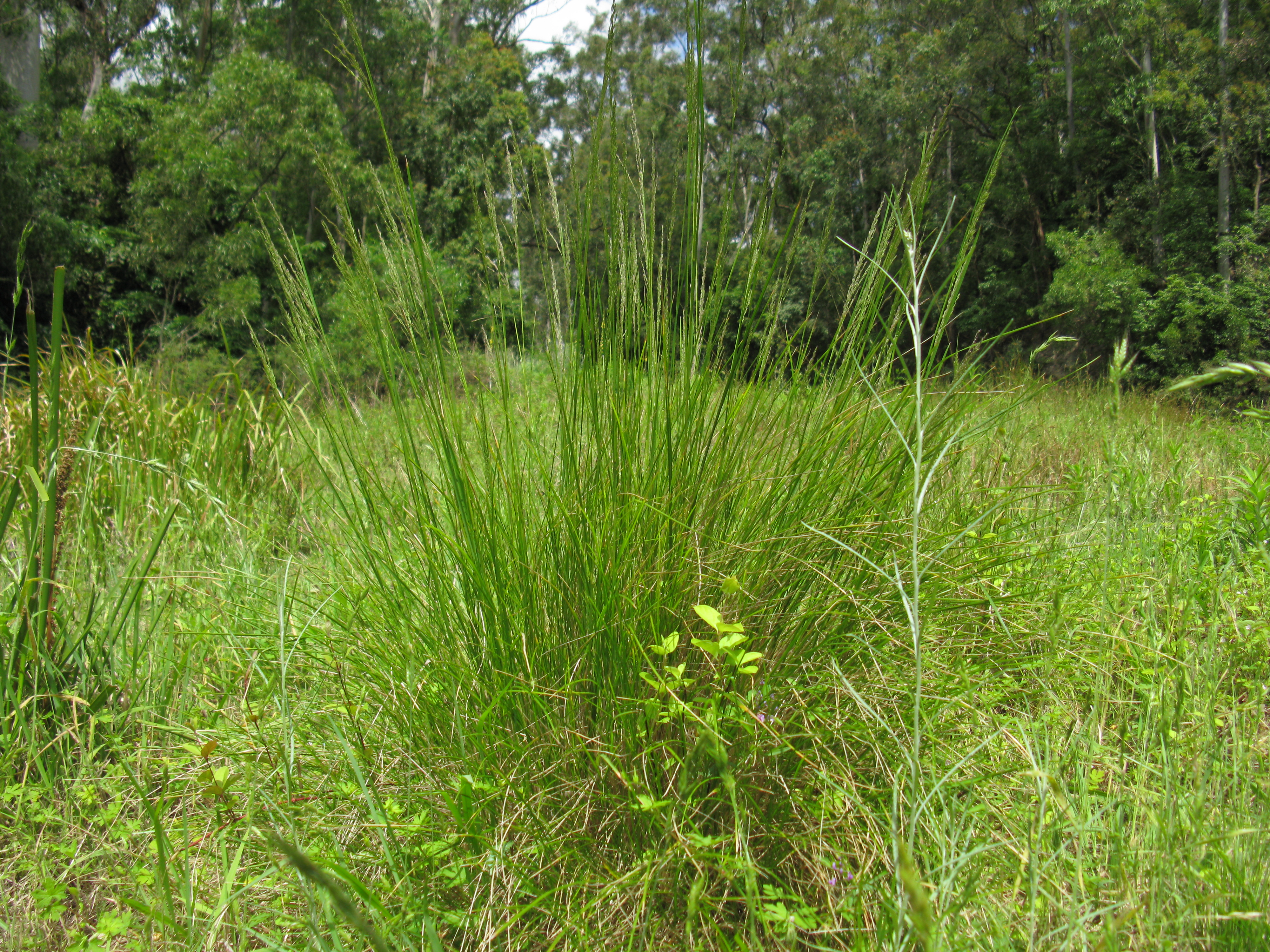
Poa labillardierei
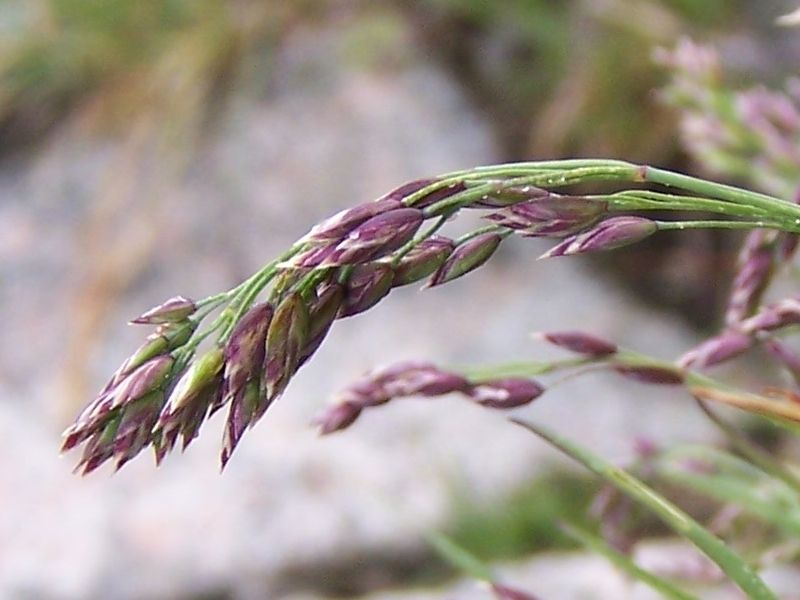
Poa laxa
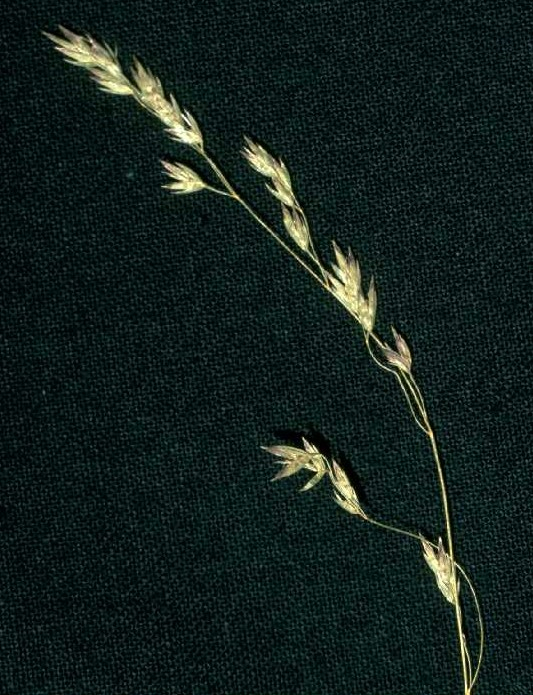
Poa leptocoma
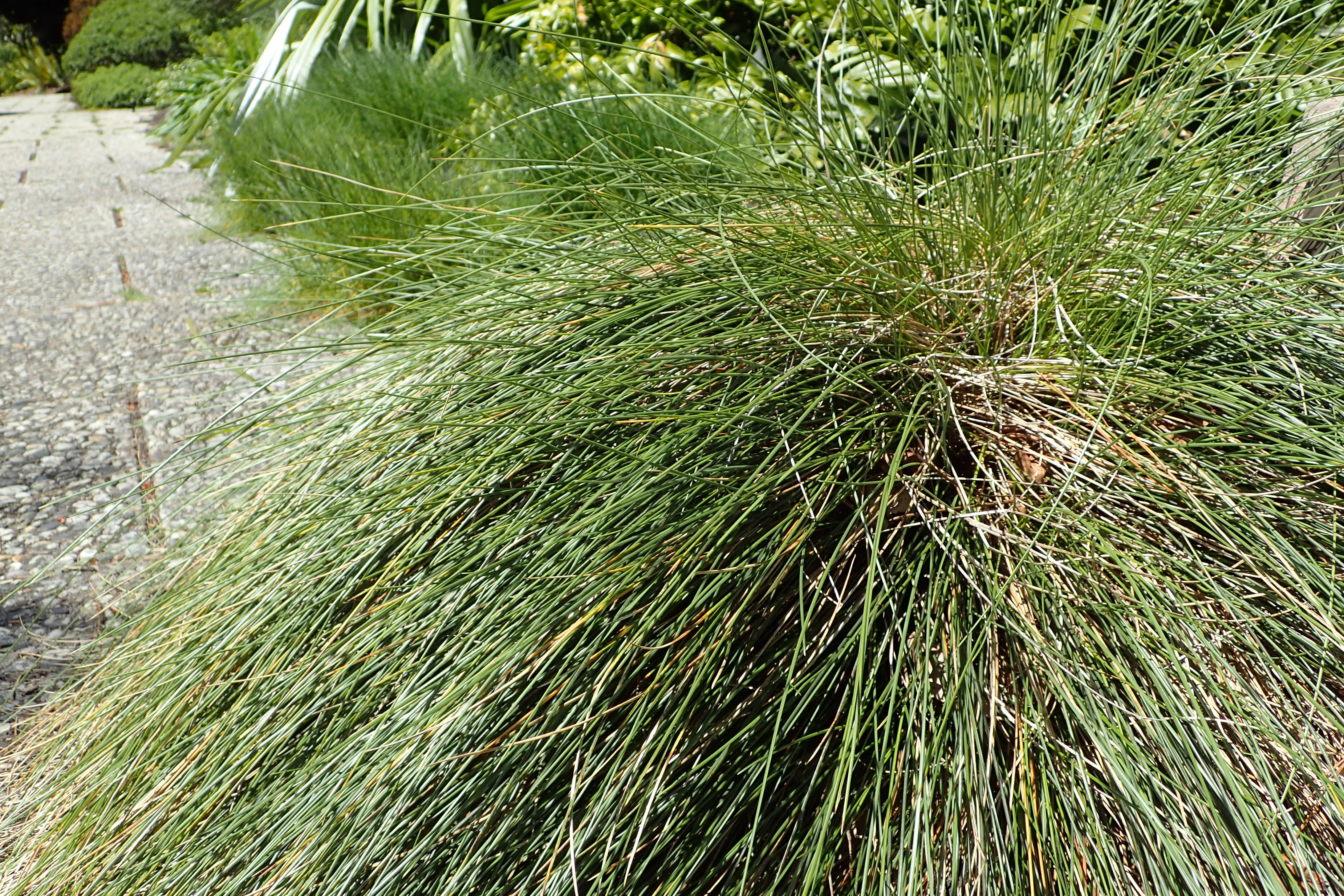
Poa litorosa

## M
- Poa macrantha Vasey, 1888
- Poa macroanthera D.F.Cui, 1987
- Poa macrocalyx Trautv. & C.A.Mey., 1856
- Poa macusaniensis (E.H.L.Krause) Refulio, 2012
- Poa madecassa A.Camus, 1955
- Poa × magadanensis Prob., 1984
- Poa magadanica Kuvaev, 1984
- Poa maia Edgar, 1986
- Poa mairei Hack., 1913
- Poa maniototo Petrie, 1890
- Poa mannii Munro ex Hillebr., 1888
- Poa marcida Hitchc., 1928
- Poa margilicola Bernátová & Májovský, 1997
- Poa markgrafii H.Hartmann, 1984
- Poa maroccana Nannf., 1938
- Poa marshallii Tovar, 1981
- Poa masenderana Freyn & Sint., 1902
- Poa matris-occidentalis P.M.Peterson & Soreng, 2006
- Poa matsumurae Hack., 1899
- Poa matthewsii Petrie, 1902
- Poa megalantha (Parodi) Herter, 1953
- Poa meionectes Vickery, 1972
- Poa menachensis Schweinf., 1894
- Poa mendocina Nicora & F.A.Roig, 1998
- Poa millii Soreng, Cabi & L.J.Gillespie
- Poa minimiflora Stapf, 1899
- Poa minor Gaudin, 1808
- Poa mireniana N.G.Walsh & K.L.McDougall

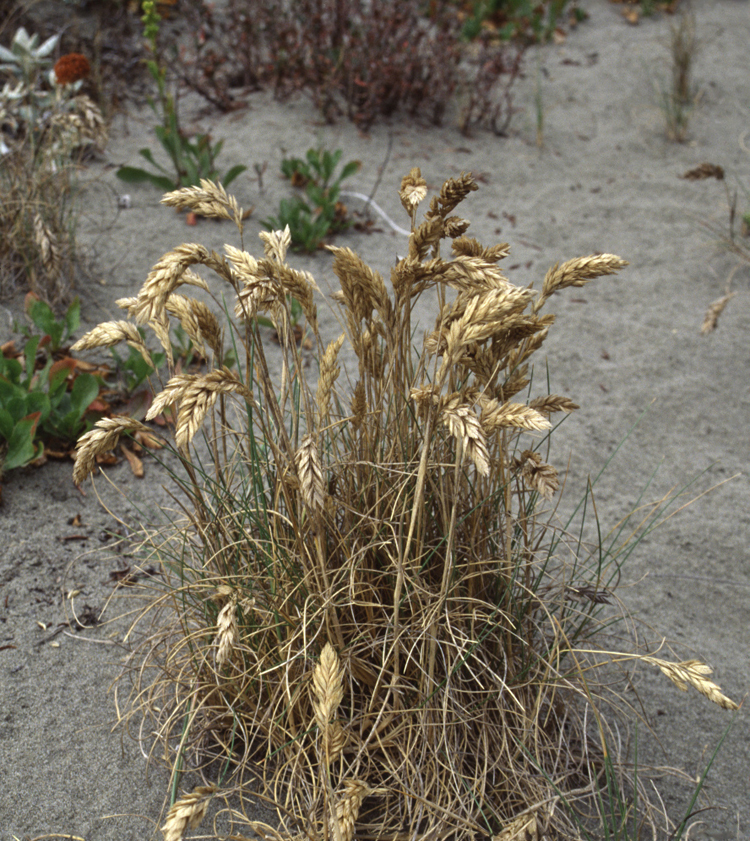
Poa macrantha
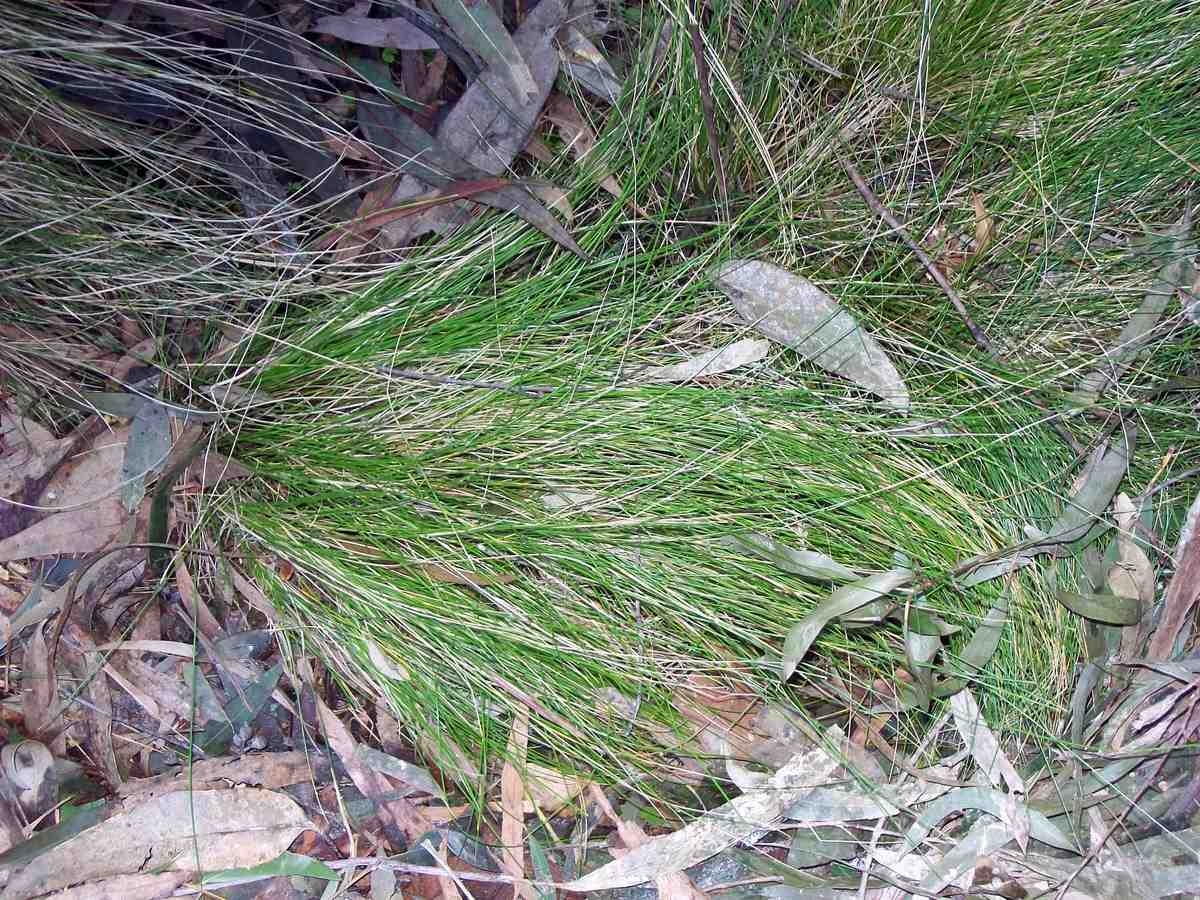
Poa meionectes

- Poa moabitica Bor, 1972
- Poa molinerii Balb., 1801
- Poa mollis Vickery, 1970
- Poa morrisii Vickery, 1970
- Poa mucuchachensis Luces, 1953
- Poa muktinathensis Rajbh.
- Poa mulalensis Kunth, 1816
- Poa mulleri Swallen, 1940
- Poa multinodis Chase, 1943
- Poa × multnomae Piper, 1905
- Poa muricata Veldkamp, 1994
- Poa mustangensis Rajbh., 1988
- Poa myriantha Hack., 1906

- Poa macrantha
- Poa meionectes

## N
- Poa nankoensis Ohwi, 1933
- Poa napensis Beetle, 1946
- Poa navashinii Nosov
- Poa × nematophylla Rydb., 1905
- Poa nemoraliformis Roshev., 1949
- Poa nemoralis L., 1753
- Poa neosachalinensis Prob., 1995
- Poa nepalensis (Wall. ex Griseb.) Duthie, 1883
- Poa nephelochloides (Roshev.) Soreng, Cabi & L.J.Gillespie
- Poa nervosa (Hook.) Vasey, 1893
- Poa nitidespiculata Bor, 1948
- Poa nivicola Ridl., 1916
- Poa × nobilis Skalinska, 1955
- Poa novae-zelandiae Hack., 1903
- Poa novarae Reichardt, 1871
- Poa nubensis Giussani, Fern.Pepi & Morrone, 2008
- Poa nubigena Keng f. ex L.Liu, 2002
- Poa nyaradyana Nannf., 1935

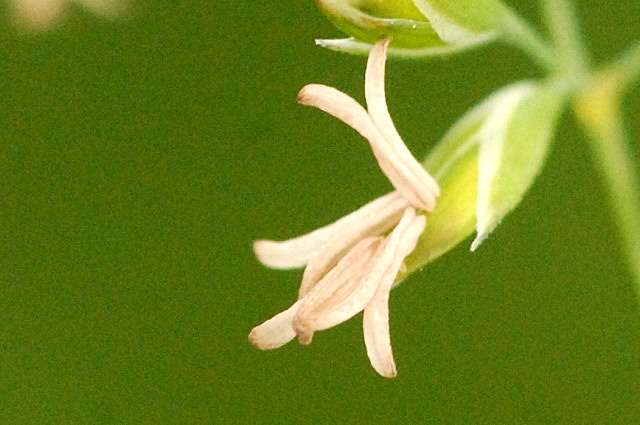
Poa nemoralis

## O
- Poa obvallata Steud., 1854
- Poa occidentalis (Vasey) Vasey, 1893
- Poa olajensis Prob., 2013
- Poa olonovae Tzvelev
- Poa opinata Veldkamp
- Poa orba N.G.Walsh, 2006
- Poa orizabensis Hitchc., 1913
- Poa orthoclada N.G.Walsh, 2006

## P
- Poa paczoskii Tzvelev, 2009
- Poa pagophila Bor, 1949
- Poa palmeri Soreng & P.M.Peterson
- Poa paludigena Fernald & Wiegand, 1918
- Poa palustris L., 1759
- Poa pannonica A.Kern., 1864
- Poa paposana Phil., 1860
- Poa papuana Stapf, 1899
- Poa paramoensis Laegaard, 1998
- Poa parva Veldkamp, 1994
- Poa parvifolia Refulio, 2012
- Poa pattersonii Vasey, 1893
- Poa pauciflora Roem. & Schult., 1817
- Poa paucispicula Scribn. & Merr., 1910
- Poa × pawlowskii V.Jirásek, 1963
- Poa pearsonii Reeder, 1951
- Poa pedersenii Nicora, 1995
- Poa pentapolitana H.Scholz, 1971
- Poa perconcinna J.R.Edm., 1978
- Poa perennis Keng ex Keng f., 1982
- Poa perligulata Pilg., 1933
- Poa perrieri A.Camus, 1922
- Poa persica Trin., 1831
- Poa petrophila Vickery, 1970
- Poa pfisteri Soreng, 2008
- Poa phillipsiana Vickery, 1970
- Poa physoclina N.G.Walsh, 2008
- Poa pilata Chase, 1943
- Poa pilcomayensis Hack., 1909
- Poa pitardiana H.Scholz, 1983
- Poa planifolia Kuntze, 1898
- Poa platyantha Kom., 1924
- Poa plicata Hack., 1902
- Poa poiformis (Labill.) Druce, 1917
- Poa polycolea Stapf, 1896
- Poa polyneura Bor, 1952
- Poa × poppelwellii Petrie, 1914
- Poa populetorum Prob., 2015
- Poa porphyroclados Nees, 1846
- Poa pratensis L., 1753
- Poa prichardii Rendle, 1904
- Poa primae Tzvelev, 1974
- Poa pringlei Scribn., 1883
- Poa pseudamoena Bor, 1953
- Poa pseudoabbreviata Roshev., 1922
- Poa pseudoattenuata Prob., 1971
- Poa pseudobulbosa Bor, 1972
- Poa pseudoradula Prob., 2017
- Poa pseudoschimperiana Chiov., 1908
- Poa pseudotibetica Noltie, 2000
- Poa pulviniformis (Veldkamp) Veldkamp, 1994
- Poa pumila Host, 1827
- Poa pumilio Hochst., 1855
- Poa pusilla Berggr., 1877
- Poa pygmaea Buchanan, 1880

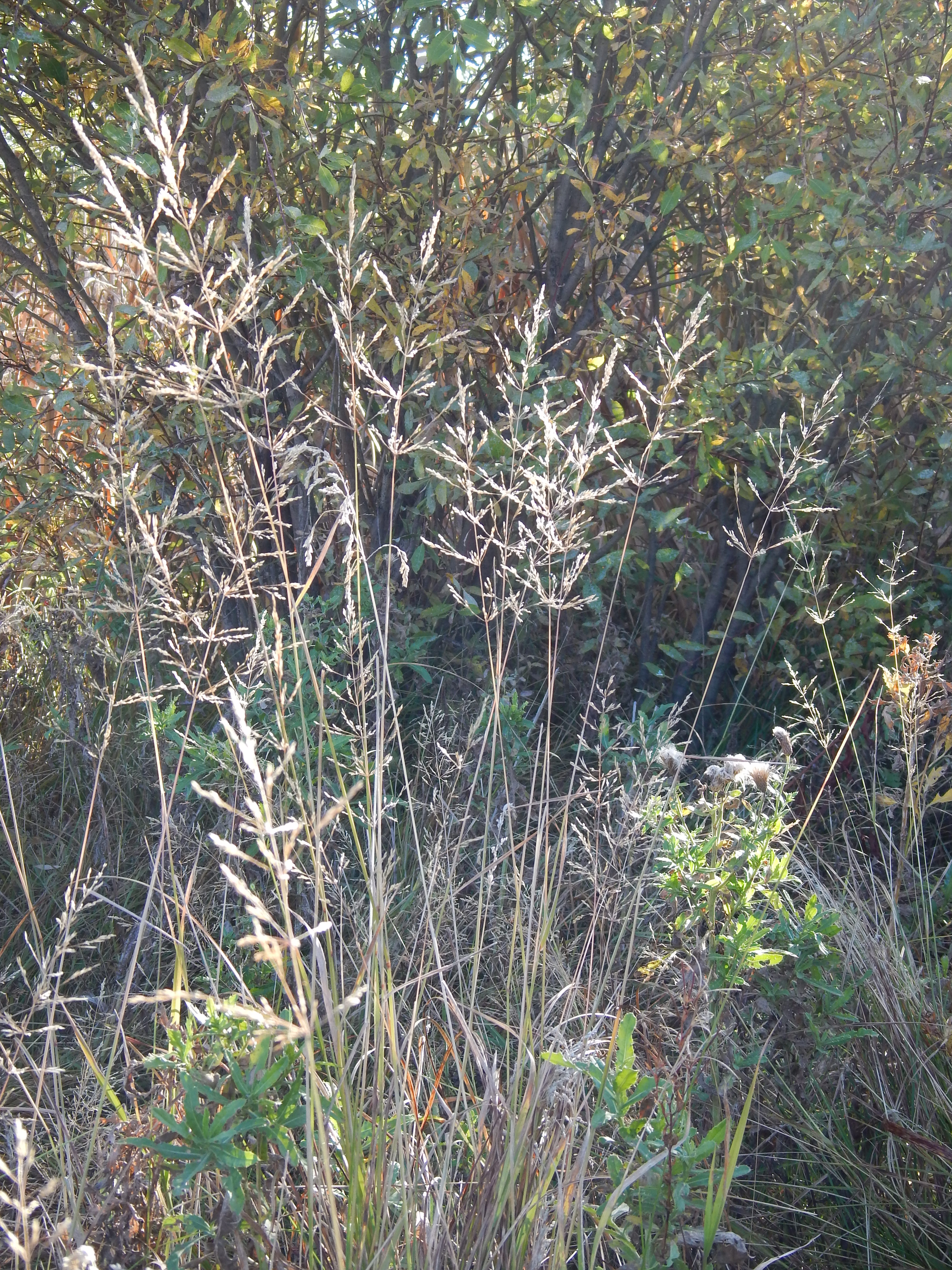
Poa palustris
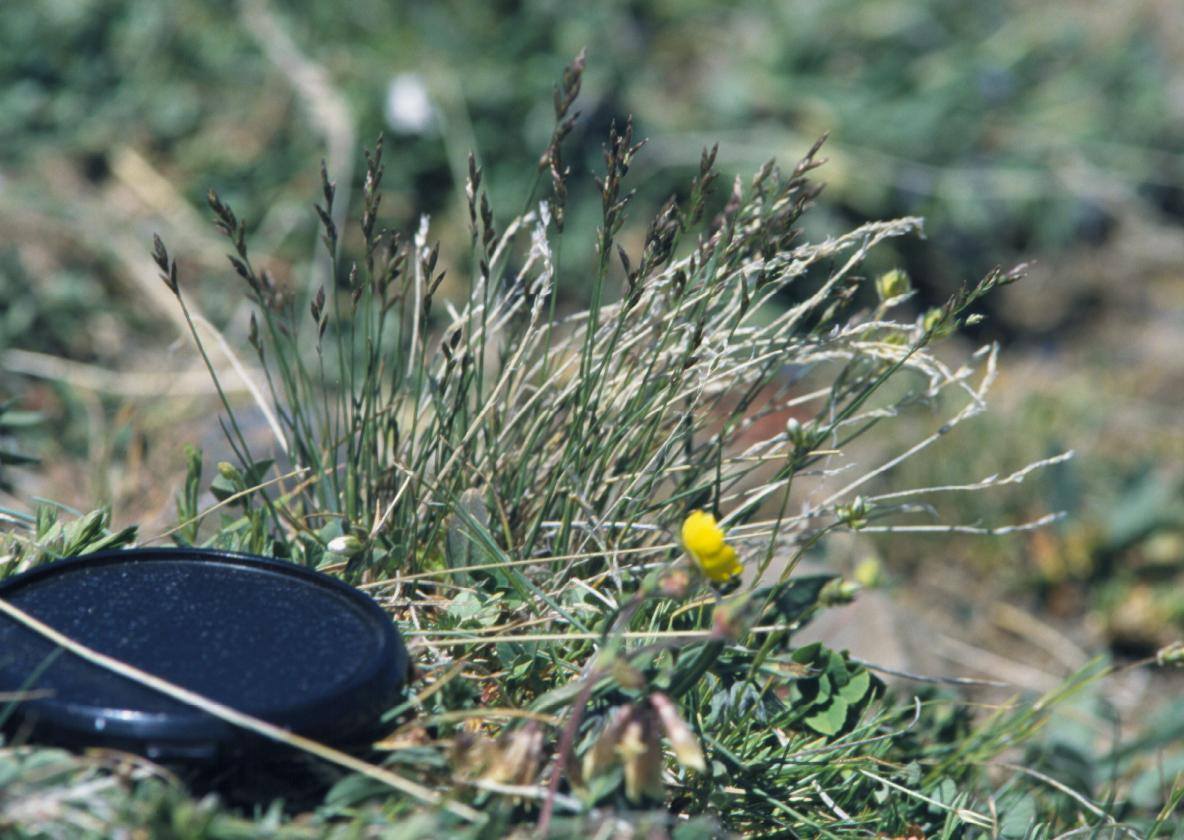
Poa pattersonii
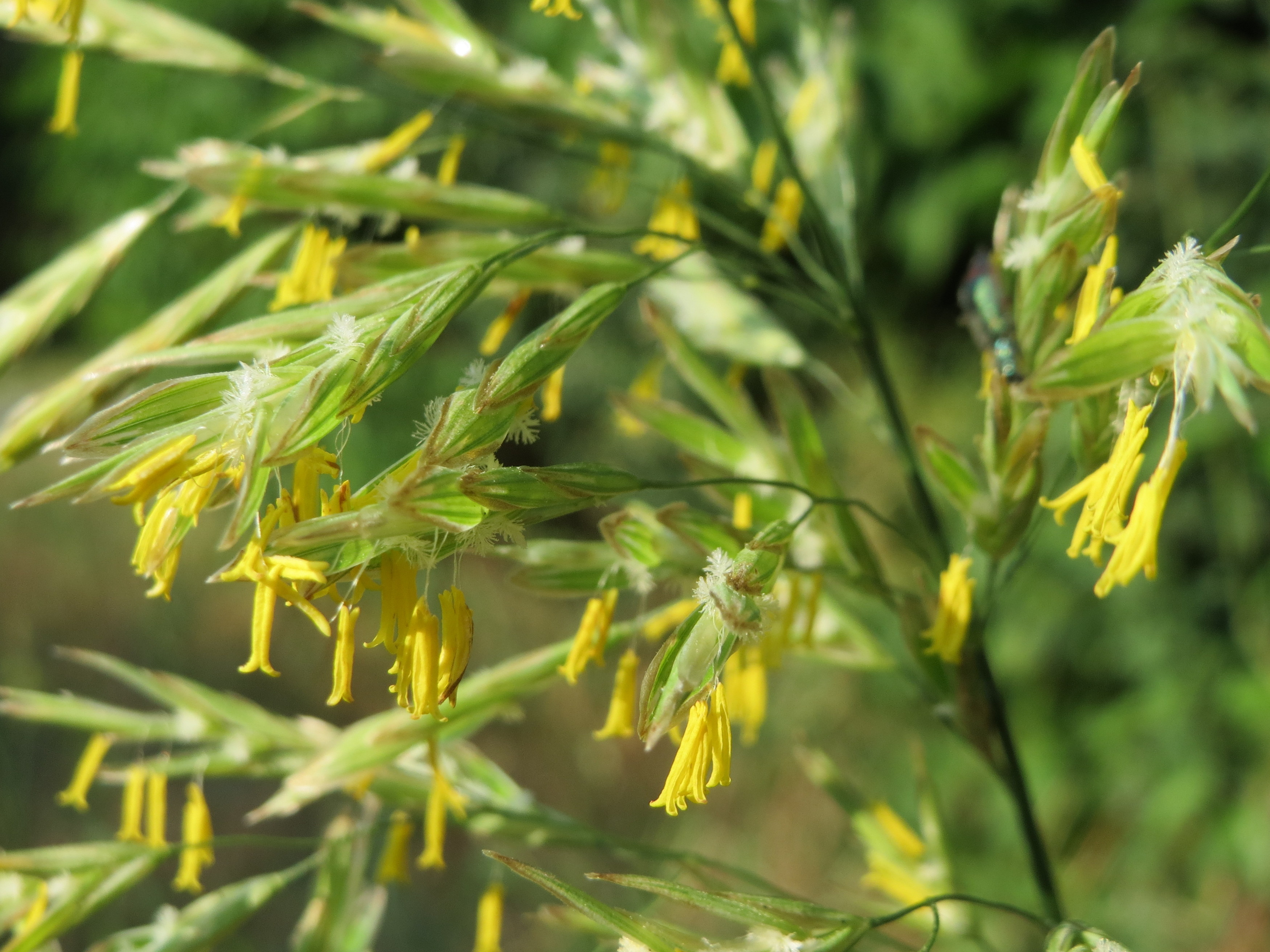
Poa pratensis

## Q
- Poa qinghaiensis Soreng & G.H.Zhu, 2006
- Poa quadrata Veldkamp, 1994

## R
- Poa radula Franch. & Sav., 1878
- Poa raduliformis Prob., 1971
- Poa ragonesei Nicora, 1995
- Poa rajbhandarii Noltie, 2000
- Poa ramifera Soreng & P.M.Peterson, 2010
- Poa ramoniana Soreng & Sylvester
- Poa ramosissima Hook.f., 1845
- Poa rauhii (Swallen & Tovar) Refulio, 2012
- Poa reclinata (Swallen) Soreng & P.M.Peterson
- Poa reflexa Vasey & Scribn., 1893
- Poa rehmannii (Asch. & Graebn.) K.Richt., 1890
- Poa reitzii Swallen, 1956
- Poa remota Forselles, 1807
- Poa resinulosa Nees ex Steud, 1854.
- Poa rhadina Bor, 1948
- Poa rhizomata Hitchc., 1912
- Poa rigidula Veldkamp, 1994
- Poa riphaea (Asch. & Graebn.) Fritsch, 1909
- Poa rodwayi Vickery, 1970
- Poa royleana Nees ex Steud, 1854.
- Poa ruprechtii Peyr., 1859
- Poa ruwenzoriensis Robyns & Tournay, 1955

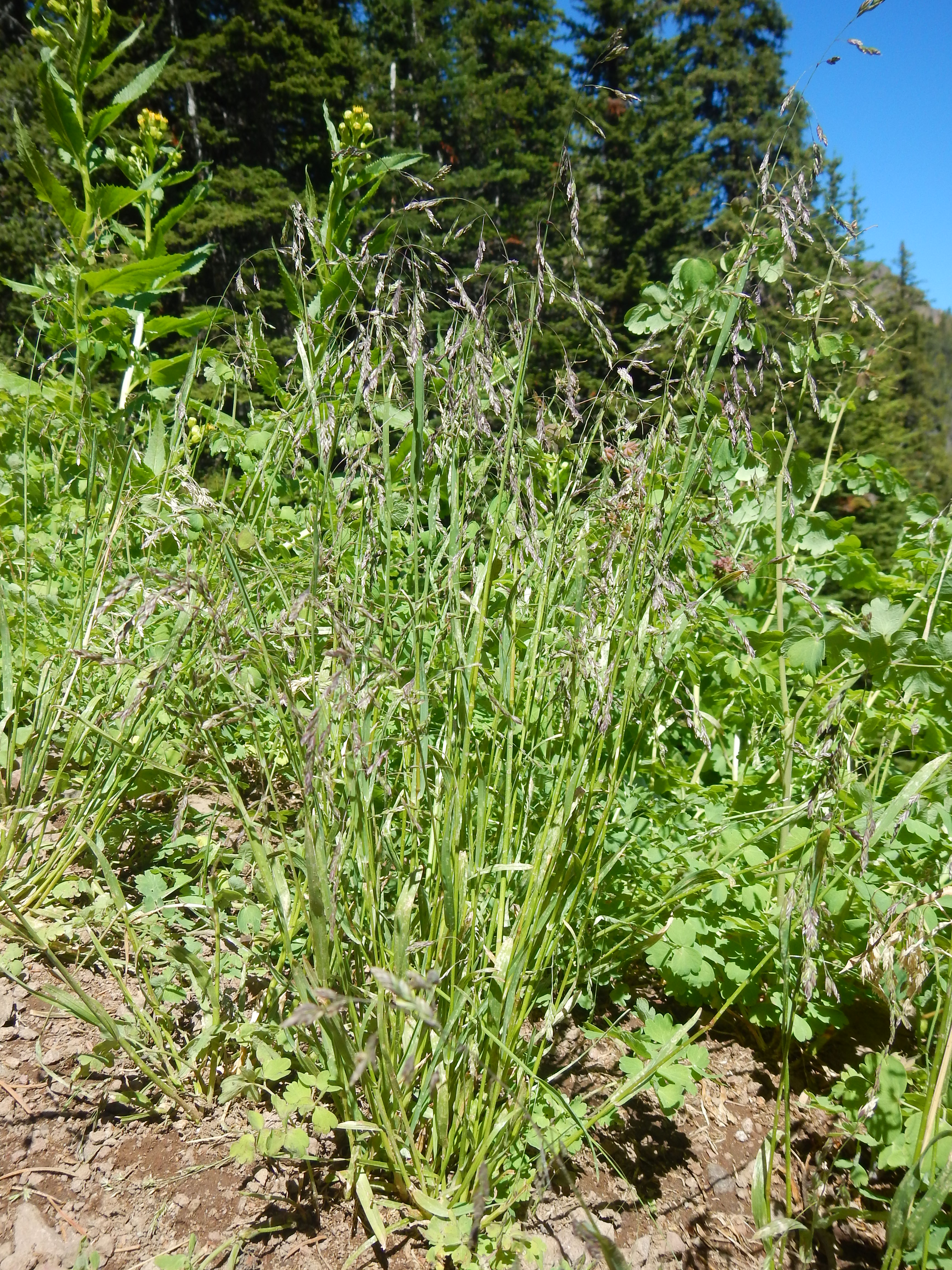
Poa reflexa

## S

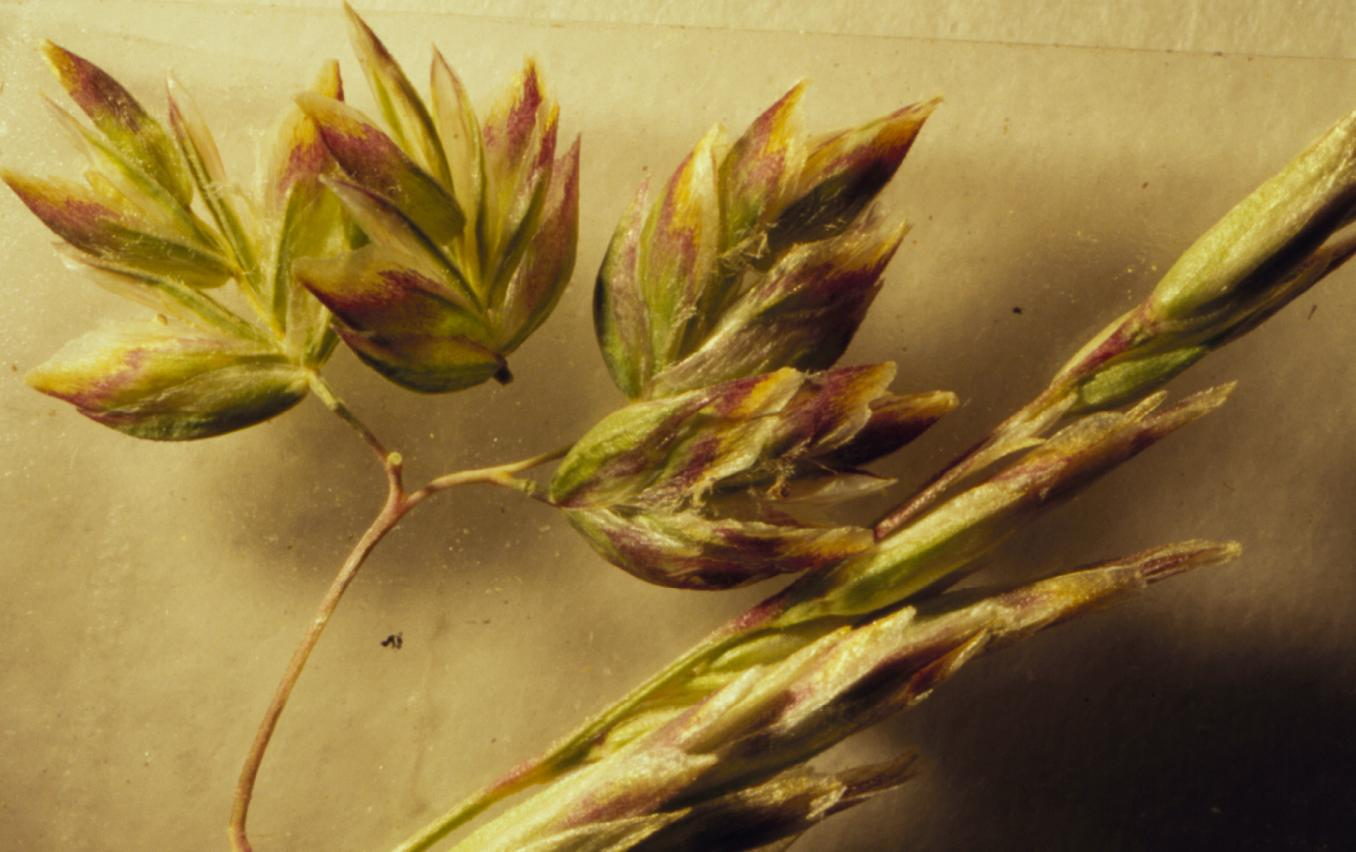
Poa × sachalinensis (Koidz.) Honda, 1927
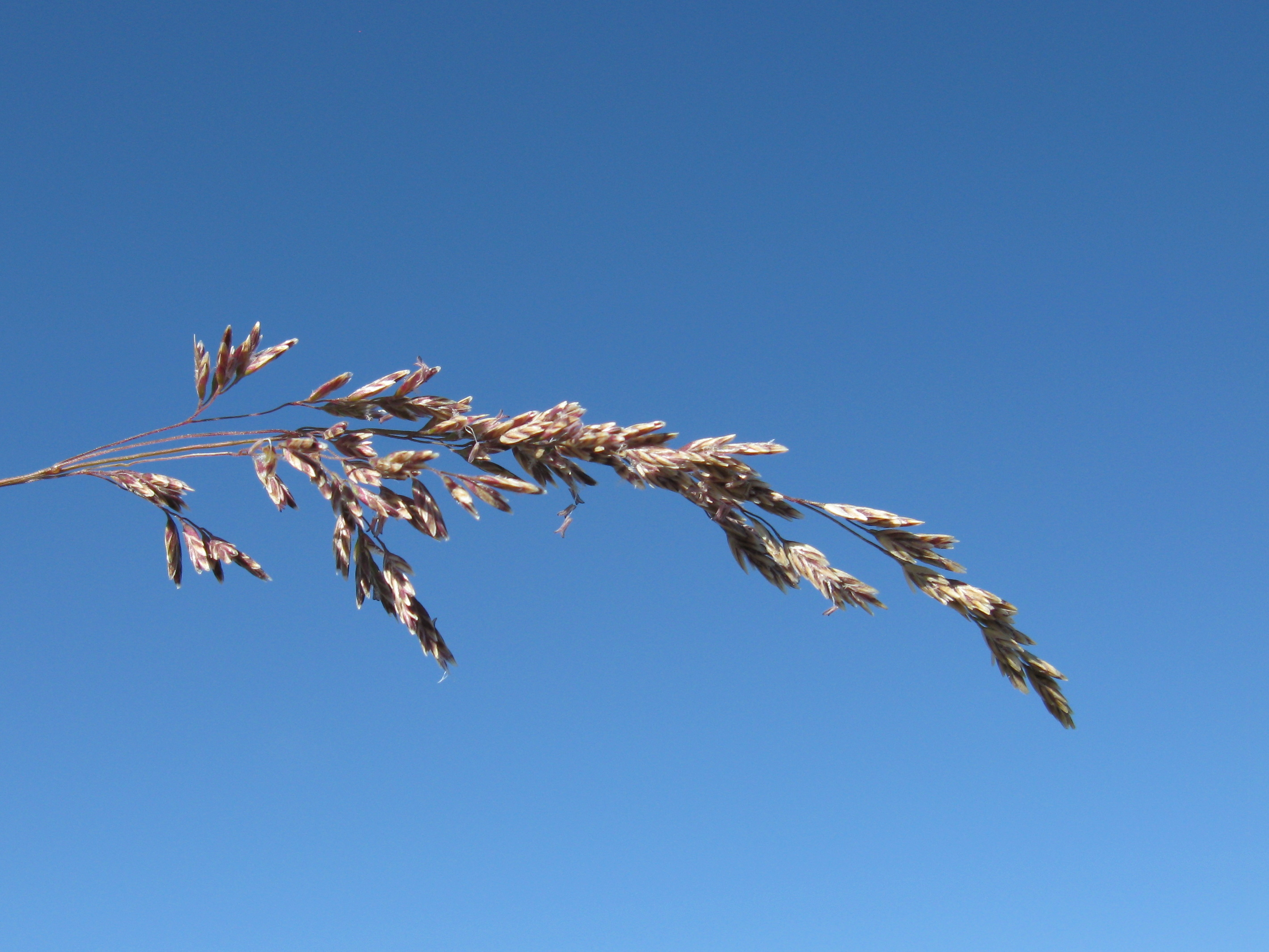
Poa saksonovii Tzvelev, 2009
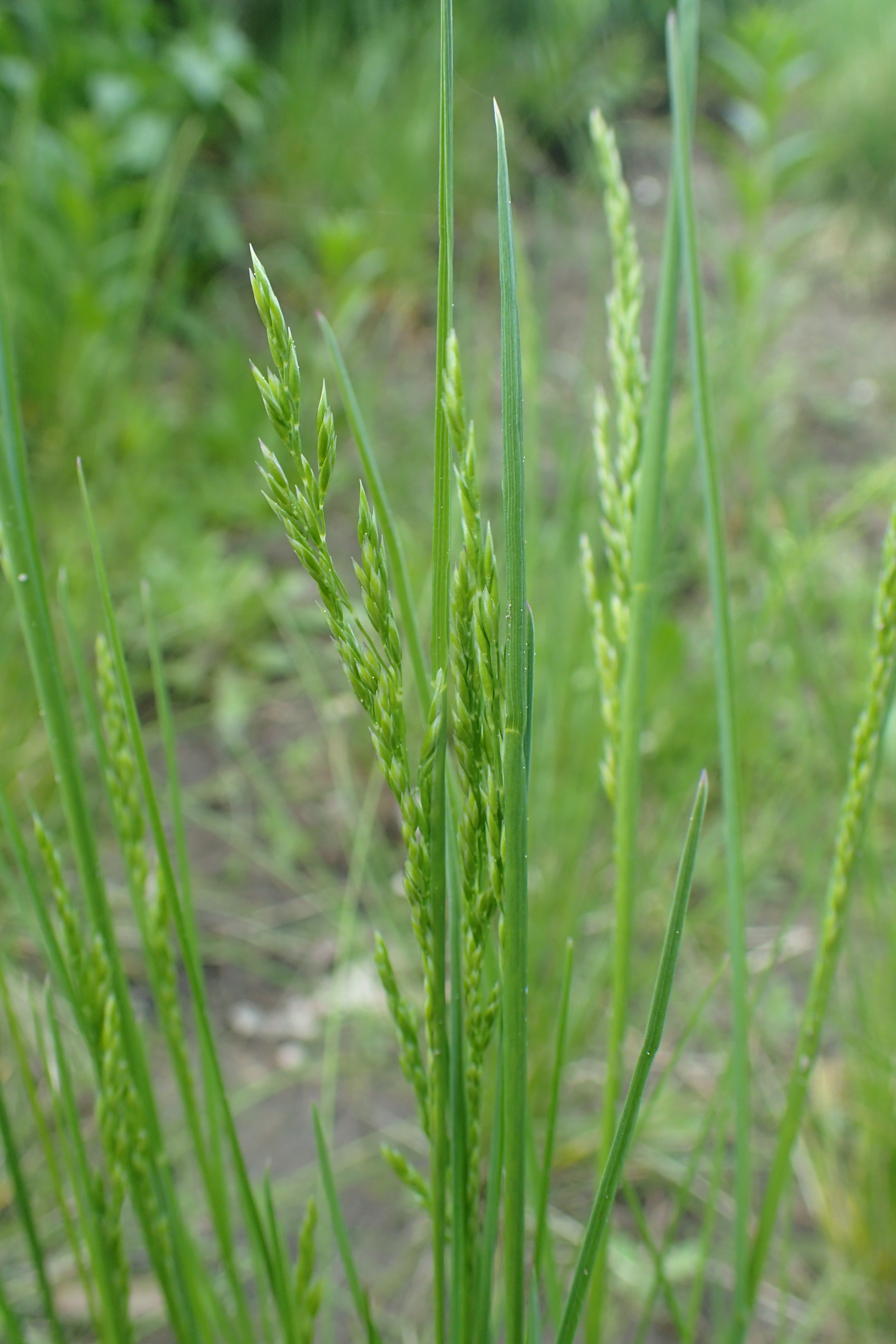
Poa salinostepposa Prob., 2017
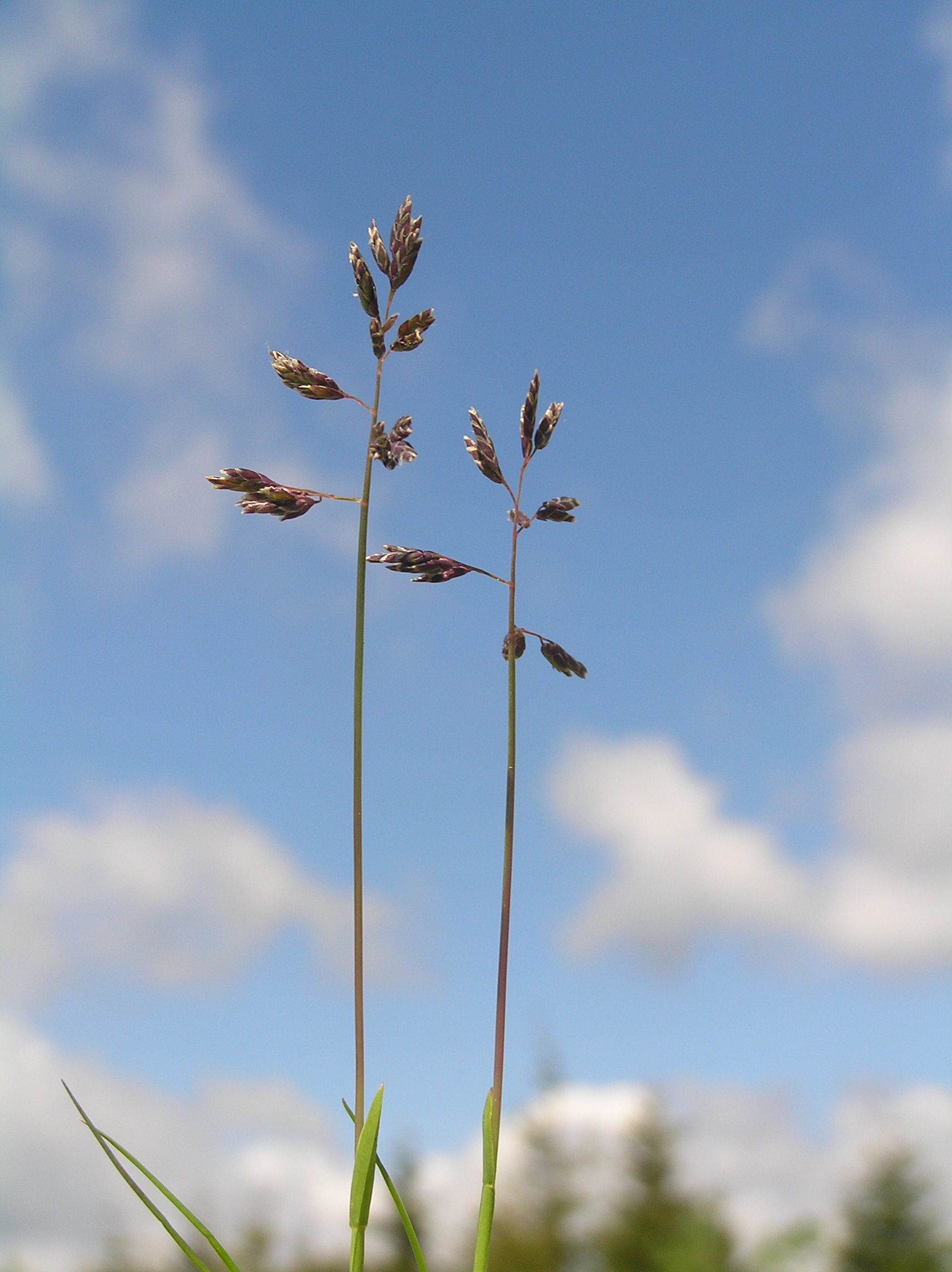
Poa sallacustris N.G.Walsh, 1991
- Poa saltuensis Fernald & Wiegand, 1918
- Poa sanchez-vegae Soreng & P.M.Peterson
- Poa sandvicensis (Reichardt) Hitchc., 1922
- Poa × sanionis Asch. & Graebn., 1900
- Poa scaberula Hook.f., 1846
- Poa scabrivaginata Tovar, 1965
- Poa schimperiana Hochst. ex A.Rich., 1850
- Poa schistacea Edgar & Connor, 1999
- Poa schizantha Parodi, 1940
- Poa schmidtiana Prob. & Barkalov, 2017
- Poa schoenoides Phil., 1896
- Poa × sclerocalamos Facchini ex Ambrosi, 1854
- Poa secunda J.Presl, 1830
- Poa sejuncta Bernátová & Májovský & Obuch, 1999
- Poa seleri Pilg., 1910
- Poa sellovii Nees, 1829
- Poa senex Edgar, 1986
- Poa serpana Refulio, 2012
- Poa setulosa Bor, 1948
- Poa shumushuensis Ohwi, 1935
- Poa sibirica Roshev., 1912
- Poa sichotensis Prob., 1973
- Poa sieberiana Spreng., 1827
- Poa sierrae J.T.Howell, 1980
- Poa sikkimensis (Stapf) Bor, 1952
- Poa simensis Hochst. ex A.Rich., 1850
- Poa sinaica Steud., 1854
- Poa sintenisii H.Lindb., 1942
- Poa siphonoglossa Hack., 1912
- Poa skvortzovii Prob., 1973
- Poa smirnowii Roshev., 1929
- Poa soderstromii Negritto & Anton, 2006
- Poa spania Edgar & Molloy, 1999
- Poa speluncarum J.R.Edm., 1985
- Poa sphondylodes Trin., 1835
- Poa spiciformis (Steud.) Hauman & Parodi, 1929
- Poa spicigera Tovar, 1965
- Poa stapfiana Bor, 1949
- Poa stebbinsii Soreng, 1991
- Poa stellaris Veldkamp, 1994
- Poa stenantha Trin., 1831
- Poa sterilis M.Bieb., 1808
- Poa stewartiana Bor, 1951
- Poa stiriaca Fritsch & Hayek, 1922
- Poa strictiramea Hitchc., 1913
- Poa stuckertii (Hack.) Parodi, 1932
- Poa suavis Veldkamp, 1994
- Poa subinsignis Prob., 2013
- Poa sublanata Reverd., 1934
- Poa sublimis Edgar, 1986
- Poa subspicata (J.Presl) Kunth, 1833
- Poa subvestita (Hack.) Edgar, 1986
- Poa sudicola Edgar, 1986
- Poa sugawarae Ohwi, 1935
- Poa suksdorfii (Beal) Piper, 1906
- Poa sunbisinii Soreng & G.H.Zhu, 2006
- Poa superlanata Prob., 2017
- Poa supina Schrad., 1806
- Poa swallenii Refulio, 2012
- Poa sylvestris A.Gray, 1848
- Poa szechuensis Rendle, 1904

- Poa pratensis
- Poa siberiana
- Poa stiriaca
- Poa supina

## T
- Poa takasagomontana Ohwi, 1934
- Poa talamancae R.W.Pohl, 1976
- Poa talikensis Prob. & Barkalov, 2015
- Poa tanfiljewii Roshev., 1934
- Poa tangii Hitchc., 1930
- Poa × taurica H.N.Pojark., 1965
- Poa tayacajaensis Soreng & Sylvester, 2016
- Poa telata Veldkamp, 1994
- Poa tenera F.Muell. ex Hook.f., 1858
- Poa tenerrima Scribn., 1899
- Poa tenkensis Prob., 2013
- Poa tennantiana Petrie, 1909
- Poa tenuicula Ohwi, 1934
- Poa thessala Boiss. & Orph., 1859
- Poa thomasii Refulio, 2012
- Poa tianschanica (Regel) Hack. ex O.Fedtsch., 1903
- Poa timoleontis Heldr. ex Boiss., 1884
- Poa tolmatchewii Roshev., 1932
- Poa tonsa Edgar, 1986
- Poa tovarii Soreng, 1998
- Poa trachyantha Hack., 1911
- Poa trachyphylla Pilg., 1897
- Poa tracyi Vasey, 1888
- Poa trichophylla Boiss., 1884
- Poa tricolor Nees ex Steud., 1854
- Poa trinervis (Hack.) C.Monod ex P.Royen, 1979
- Poa triodioides (Trin.) Zotov, 1943
- Poa trivialiformis Kom., 1924
- Poa trivialis L., 1753
- Poa trollii (Pilg.) Refulio, 2012
- Poa tuberifera Faurie ex Hack., 1902
- Poa tucumana Parodi, 1963
- Poa tuonnachensis Prob. & Barkalov, 2015
- Poa tuvinensis Prob., 2017
- Poa tzvelevii Prob., 1984
- Poa × tzyrenovae Prob., 2015

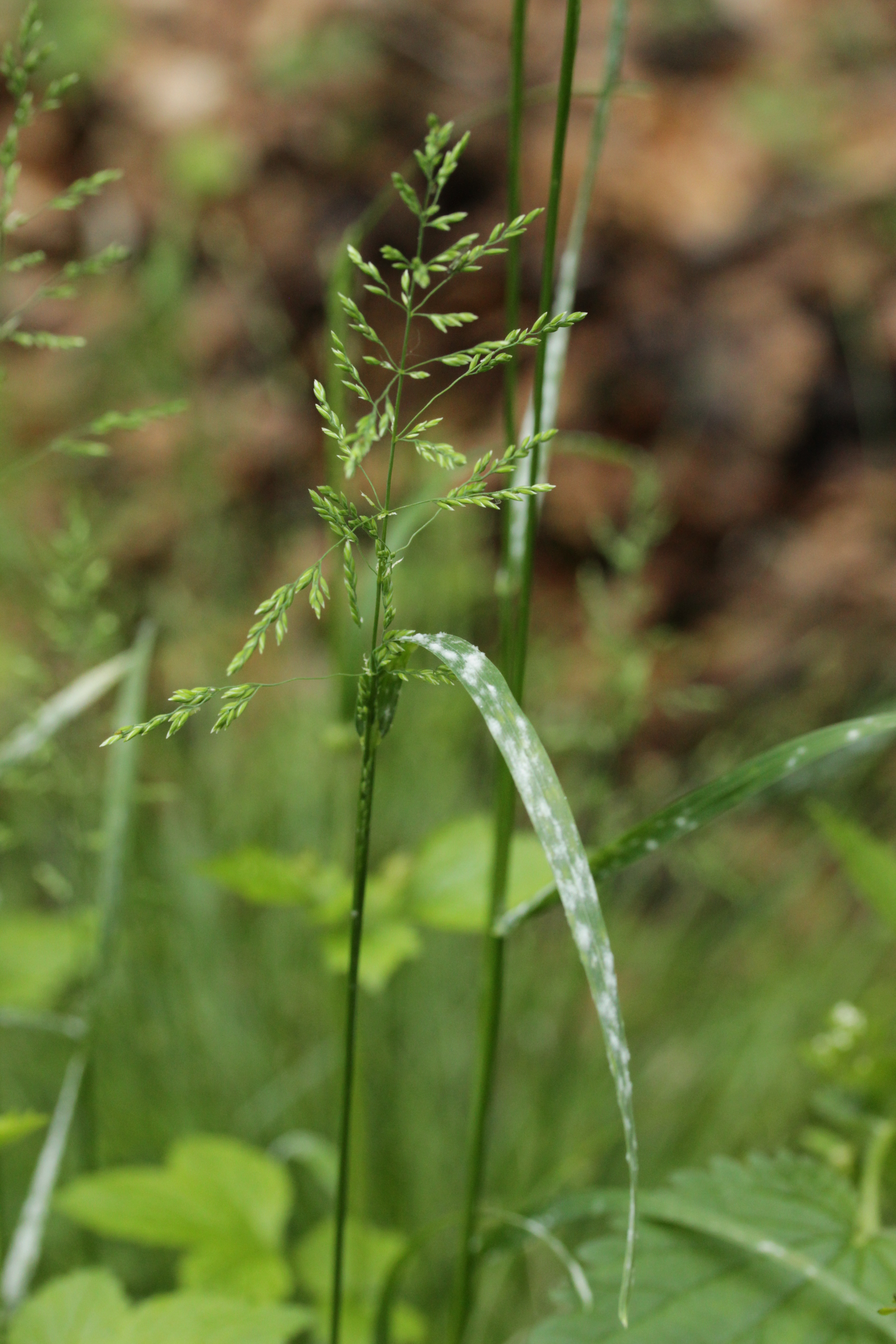
Poa trivialis

## U
- Poa ullungdoensis  I.C.Chung, 1955
- Poa umbricola  Vickery, 1970
- Poa umbrosa  Trin., 1831
- Poa unilateralis  Scribn. ex Vasey, 1893
- Poa unispiculata  Davidse, Soreng & P.M.Peterson, 2010
- Poa ursina  Velen., 1886
- Poa urssulensis  Trin., 1835
- Poa urubambensis  Sylvester & Soreng, 2016
- Poa uruguayensis  Parodi, 1936
- Poa ussuriensis  Roshev., 1934
- Poa uzonica  Prob., 2006

## V
- Poa vaginata  Pamp., 1936
- Poa verae  Prob., 2010
- Poa veresczaginii  Tzvelev, 1974
- Poa versicolor  Besser, 1821
- Poa vorobievii  Prob., 1983
- Poa vvedenskyi  Drobow, 1941

## W

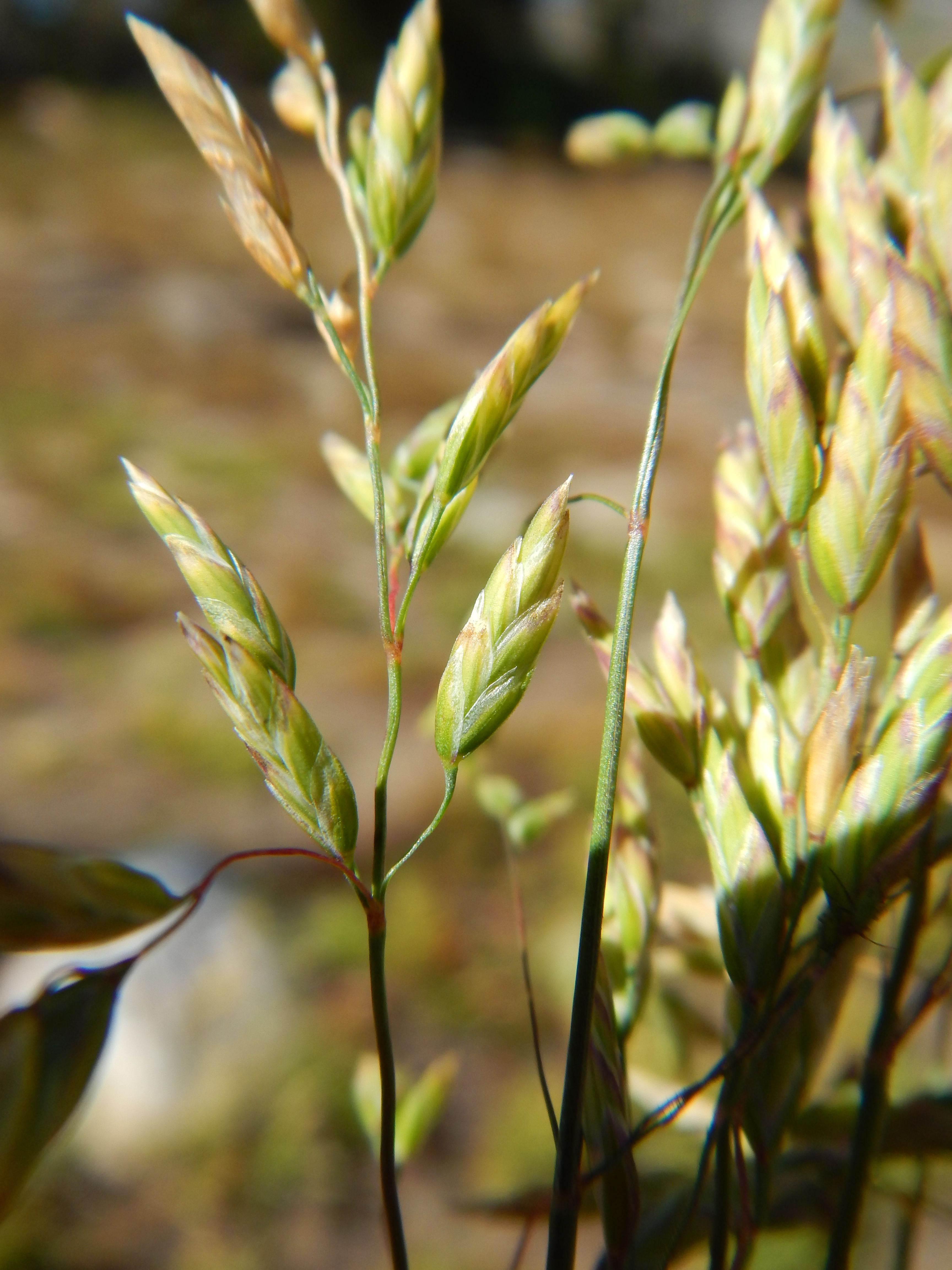
Poa wallowensis  Soreng
- Poa wardiana  Bor, 1948
- Poa wendtii  Soreng & P.M.Peterson
- Poa wheeleri  Vasey, 1879
- Poa wilhelminae  Veldkamp, 1979
- Poa × wippraensis  Wein, 1908
- Poa wisselii  Jansen, 1953
- Poa wolfii  Scribn., 1894

- Poa wheeleri

## X
- Poa xenica  Edgar & Connor, 1999
- Poa xingkaiensis  Y.X.Ma, 2002
- Poa yaganica  Speg., 1896

## Y
- Poa yatsugatakensis  Honda, 1929

## Z
- Poa zhirmunskii Prob., 1999
- Poa zhongdianensis  L.Liu, 2002